# Front wschodni (II wojna światowa)
Front wschodni – decydujący front II wojny światowej, obejmujący działania wojenne w Europie Północnej, Wschodniej, Środkowej i Południowej pomiędzy III Rzeszą i jej sojusznikami a Związkiem Radzieckim i jego sojusznikami, które miały miejsce między 22 czerwca 1941 a 9 maja 1945 roku. Do czasu lądowania wojsk alianckich w Normandii armia III Rzeszy ponad 90% strat ponosiła na froncie wschodnim. W historiografii radzieckiej i rosyjskiej front wschodni jest znany jako wielka wojna ojczyźniana (ros. Великая Отечественная Война), w niemieckiej historiografii jako front wschodni (niem. Ostfront), wschodnia kampania (niem. der Ostfeldzug) lub rosyjska kampania (niem. der Rußlandfeldzug). W historiografii ukraińskiej (ukr. німецько-радянська війна) oraz w innych publikacjach występuje pod nazwą wojna radziecko-niemiecka.
Wojna na froncie wschodnim miała głębokie tło i wynikała z aspiracji Hitlera i nazistowskiego kierownictwa do zdobycia tzw. Lebensraum – „przestrzeni życiowej” na Wschodzie oraz ich skrajnie rasistowskich i antysemickich poglądów o „wyższości” ich rasy nad Słowianami i Żydami, ich nienawiści wobec komunizmu oraz przekonanie o powiązaniach Żydów z komunistami. Ludność Europy Wschodniej miała zostać wyeksterminowana, deportowana lub zniewolona, a tereny Europy Wschodniej skolonizowane przez Niemców. Była to według nich wojna eksterminacyjna pomiędzy dwiema rasami i ideologiami, w której „rasa niższa” miała zostać zniszczona wszelkimi możliwymi sposobami. Planowanie inwazji rozpoczęło się w drugiej połowie 1940 roku, zakończone mniej więcej na wiosnę 1941 roku. Podczas planowania przygotowano i wydano szereg zbrodniczych planów i rozkazów, według których Niemcy mieli zagłodzić dużą część populacji radzieckiej oraz stosować terror i represje wobec ludności cywilnej, Żydów, oficerów i żołnierzy Armii Czerwonej.
Walki na froncie wschodnim rozpoczęły się wraz z inwazją państw Osi na ZSRR 22 czerwca 1941 roku pod kryptonimem „Barbarossa”. Inwazja na ZSRR w 1941 roku zakończyła się zdobyciem przez Niemców olbrzymich terytoriów ZSRR i zadaniem ogromnych strat Armii Czerwonej, ale Niemcom nie udało się pokonać Związku Radzieckiego w szybkiej kampanii Blitzkriegu. W grudniu 1941 roku armia niemiecka poniosła klęskę pod Moskwą, po której Armia Czerwona przeszła do generalnej kontrofensywy najpierw pod Moskwą, a potem wzdłuż całego frontu wschodniego. Po ustaniu radzieckiej kontrofensywy wiosną 1942 roku Niemcy rozpoczęli 28 czerwca tego samego roku operację „Blau” – letnią ofensywę na Kaukaz i Stalingrad. Jej finałem była potężna klęska Niemców pod Stalingradem w lutym 1943 roku, która była punktem zwrotnym w działaniach na froncie wschodnim i w wojnie w Europie. Po zwycięstwie w bitwie stalingradzkiej Armia Czerwona przeszła do kontrofensywy na południowym odcinku frontu wschodniego, ale znowu została powstrzymana przez Niemców do wiosny 1943 roku. 5 lipca tego samego roku w rejonie miasta Kursk rozpoczęła się ogromna bitwa wojsk pancernych obu stron, zainicjowana przez kolejną wielką ofensywę letnią Niemców o kryptonimie „Cytadela”. Bitwa na łuku kurskim zakończyła się decydującym i strategicznym sukcesem ZSRR, w wyniku którego Armia Czerwona przejęła inicjatywę strategiczną na froncie wschodnim i utrzymała ją do końca wielkiej wojny ojczyźnianej. Po bitwie tej Armia Czerwona rozpoczęła generalną kontrofensywę, która do końca 1943 roku wyzwoliła Smoleńsk, wschodnią Ukrainę i Kijów. Rok 1944 przyniósł olbrzymi i spektakularny sukces Armii Czerwonej, która do końca tego roku w ofensywie za ofensywą odblokowała Leningrad, wyzwoliła zachodnią Ukrainę, Białoruś, państwa nadbałtyckie, wschodnią Polskę, Rumunię, Bułgarię, wschodnią Jugosławię, wschodnie Węgry i rejony polarne na zachód od Murmańska oraz weszła na terytoria Czechosłowacji i Niemiec w Prusach Wschodnich. W 1945 roku Armia Czerwona kontynuowała swój zwycięski marsz na zachód zdobywając Prusy Wschodnie, zajmując zachodnią Polskę, Czechosłowację, zachodnie Węgry, wschodnią Austrię i ostatecznie w maju 1945 roku zdobyła Berlin kończąc wojnę na froncie wschodnim i w Europie.
Wojna na froncie wschodnim należy do największych konfrontacji militarnych w historii. Doszło w niej do największych i najważniejszych bitew II wojny światowej – pod Moskwą, pod Stalingradem i pod Kurskiem. Walki w tym teatrze działań wojennych charakteryzowały się niespotykanym okrucieństwem, całkowitą destrukcją, masowymi deportacjami i olbrzymią śmiertelnością z powodu walk, głodu, wykrwawienia, chorób i masakr. Na zapleczu frontu wschodniego znajdowało się wiele obozów koncentracyjnych i zagłady oraz gett, okupanci niemieccy przeprowadzili olbrzymią liczbę masowych egzekucji i deportacji ludności żydowskiej i radzieckiej oraz marszów śmierci więźniów obozów koncentracyjnych. Na froncie wschodnim Niemcy ponieśli swoje największe straty podczas wojny, jednocześnie śmierć poniosło, w zależności od wyliczeń, od prawie 30 do ponad 40 milionów obywateli radzieckich, w tym do 27 mln żołnierzy. Walki prowadzone przez Armię Czerwoną na froncie wschodnim i zwycięstwa odniesione tam przez nią miały decydujące znaczenie dla zwycięstwa aliantów w Europie podczas II wojny światowej i były one najważniejszą przyczyną klęski Niemiec podczas wojny.

## Podłoże
23 sierpnia 1939 roku III Rzesza i Związek Radziecki podpisały pakt o nieagresji zwany paktem Ribbentrop-Mołotow. W pakcie znajdował się tajny protokół, w którym Finlandia, Estonia, Łotwa i Besarabia w Rumunii przypadły ZSRR, Polska została podzielona między III Rzeszę i Związek Radziecki, a Litwa przypadła III Rzeszy. 1 września III Rzesza dokonała inwazji na Polskę, 17 września Związek Radziecki postąpił tak samo. 28 września Niemcy i ZSRR podpisały traktat o granicach i przyjaźni, w wyniku którego ZSRR otrzymał Litwę w zamian za oddanie Niemcom niewielkiej części polskiego terytorium. Inwazja Niemiec i ZSRR na Polskę doprowadziła do powstania granicy pomiędzy obydwoma państwami, dotychczas ze sobą niegraniczącymi.
W wyniku odrzucenia przez rząd fiński radzieckich żądań terytorialnych ZSRR dokonał inwazji na Finlandię 30 listopada 1939 roku. Armia fińska stawiła zaciekły opór, co doprowadziło do podpisania 13 marca 1940 roku traktatu pokojowego pomiędzy obydwoma państwami. W wyniku traktatu Finlandia utraciła część swojego terytorium. W czerwcu 1940 roku Litwa, Łotwa i Estonia zostały anektowane i włączone w skład Związku Radzieckiego jako nowe republiki radzieckie. 28 czerwca Besarabia i Bukowina Północna zostały odebrane Rumunii przez ZSRR i anektowane przez niego, co wywołało niepokój u Niemców, którzy obawiali się, że dalsze posunięcia radzieckie mogły zagrozić im w delcie Dunaju i polom naftowym w Ploeszti. Aneksja tych terytoriów spowodowała, że Rumunia nawiązała bliższe stosunki z Niemcami. Rumuni zwrócili się o pomoc do Niemców, ale Niemcy, którzy nie chcieli prowokować Stalina, doradzili Rumunom, aby na razie przyjąć aneksję tych terytoriów. 12 listopada 1940 roku do Berlina przyjechał komisarz do spraw zagranicznych ZSRR Wiaczesław Mołotow. Stalina niepokoiły obecność niemieckich wojsk w Finlandii i rosnące wpływy Niemiec na Bałkanach. Mołotow chciał gwarancji na uzyskanie przez ZSRR kontroli nad Bosforem, Dardenalami, cieśninami duńskimi i Bułgarią, a także pozwolenia na aneksję Finlandii. Mołotow odmówił jednocześnie przystąpienia ZSRR do paktu trzech. Radzieckie żądania wywołały irytację u Niemców. Hitler doszedł wtedy do wniosku, że nie może dalej zwlekać z uderzeniem na Związek Radziecki.
Stalin zignorował wszelkie raporty własnego i brytyjskiego wywiadu o zbliżającej się inwazji niemieckiej, nawet od swojego najefektywniejszego agenta Richarda Sorge znajdującego się w ambasadzie niemieckiej w Tokio. Brał on je za dezinformację i uważał, że jego agenci byli pod zagranicznymi wpływami. Raporty brytyjskiego wywiadu brał on za prowokację ze strony Brytyjczyków. Stalin był pewny, że Hitler nie złamie paktu o nieagresji zawartego w sierpniu 1939 roku. Wierzył on także zapewnieniom Hitlera, że Niemcy przesuwali swoje wojska na wschód wzdłuż granicy z ZSRR poza zasięg brytyjskiego lotnictwa bombowego. Szef wywiadu wojskowego GRU gen. Filipp Golikow był pewny, że Niemcy nie zaatakują ZSRR zanim nie zdobędą Wielkiej Brytanii. Z tego powodu nie przekazał on żadnych raportów wywiadu ani szefowi Sztabu Generalnego gen. Gieorgijowi Żukowowi ani ludowemu komisarzowi obrony ZSRR marsz. Siemionowi Timoszenko. Pomimo co najmniej 80, prawdopodobnie ponad 100, oznak zbliżającej się niemieckiej inwazji, w tym coraz częstszych lotów rozpoznawczych Luftwaffe nad terytorium ZSRR, transporty kolejowe z żywnością, paliwem i surowcami strategicznymi były wysyłane do Niemiec aż do ostatnich godzin przed inwazją.

### Niemieckie plany inwazyjne i rasistowska polityka III Rzeszy

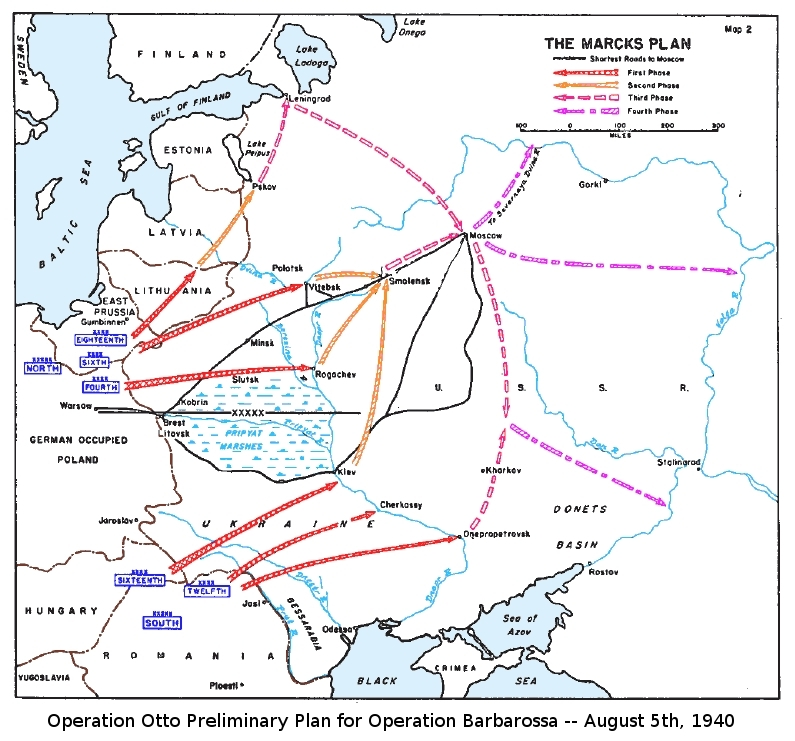
Plan operacji „Barbarossa” z sierpnia 1940 roku

Pierwsze plany zaatakowania Związku Radzieckiego powstały już w czerwcu 1940 roku, wkrótce po pokonaniu przez Niemców Francji. Wiedząc, że Wielka Brytania jest za słaba, by móc przeprowadzić inwazję na Zachodzie Hitler zdecydował się podjąć działania na Wschodzie. Dodatkowo zdobycie zasobów Związku Radzieckiego mogło znacząco pomóc w kontynuowaniu wojny przeciwko Wielkiej Brytanii. 18 grudnia 1940 roku Hitler wydał dyrektywę nr 21 dotyczącą ataku na Wschodzie pod kryptonimem „Barbarossa”. Według niej Wehrmacht miał zniszczyć większość wojsk Armii Czerwonej w zachodnich częściach Związku Radzieckiego, jednocześnie nie dopuszczając do wycofania się znaczących sił radzieckich w głąb kraju, i osiągnąć linię biegnącą od Archangielska do Astrachania, by „wznieść zaporę przeciwko azjatyckiej Rosji”. Osiągnięcie tej linii uniemożliwiłoby radzieckiemu lotnictwu osiągnięcie terytorium Niemiec, jednocześnie pozwoliłoby Luftwaffe na zniszczenie ostatnich zakładów przemysłowych Rosjan na Uralu i dalej w głębi Związku Radzieckiego. Planowanie inwazji rozpoczęło się w drugiej połowie 1940 roku. Z początkiem jesieni Sztab Generalny przedstawił zasadniczy plan kampanii, który został ukończony pod koniec stycznia 1941 roku.
Plan niemiecki zakładał uderzenie na Związek Radziecki z trzech kierunków. Grupa Armii „Północ” feldmarsz. Wilhelma von Leeba miała za zadanie uderzyć przez państwa nadbałtyckie na Leningrad. Najsilniejsza jednostka, Grupa Armii „Środek” feldmarsz. Fedora von Bocka, miała uderzać przez Białoruś w kierunku Moskwy. Grupa Armii „Południe” feldmarsz. Gerda von Rundstedta miała atakować w głąb Ukrainy i zająć strategicznie ważne rejony gospodarcze w Donbasie, w rejonie Wołgi i na Kaukazie. Była ona wspierana przez dwie rumuńskie armie. Poprzez swoją rasistowską ideologię, o ich intelektualnej i rasowej wyższości, niemiecki korpus oficerski doszedł do całkowicie błędnych wniosków. Uważał on, łącznie z Hitlerem, że „w państwie słowiańskim kierowanym przez Żydów” nie można było się spodziewać efektywnego oporu ze strony jego sił zbrojnych. Armię Czerwoną uważano za prymitywną i słabą. Kolejne błędne wnioski stwierdzały, że Sowieci nie potrafili prowadzić działań odwrotowych na skalę operacyjną, ani także nie mieli rezerw do uzupełnienia strat po utracie swoich armii na zachodzie kraju.
Plany ekonomiczne obok planów militarnych miały także bardzo duże znaczenie. Niemcy zamierzali zdobyć olbrzymie zasoby żywnościowe i surowcowe ZSRR na potrzeby niemieckiej armii i ludności cywilnej. W lutym 1941 roku gen. Georg Thomas, szef Zarządu Gospodarki Wojennej OKW, wydał Hitlerowi studium, według którego Niemcy mogli zdobyć dość żywności, aby nie było potrzeby importowania jej w latach 1941 i 1942 oraz uchwycić w stanie nietkniętym 75% radzieckiego przemysłu. Raport ten miał kluczowe znaczenie dla późniejszego zdania Hitlera, że zdobycie Ukrainy było ważniejsze od zdobycia Moskwy, a także dla konkluzji Thomasa i Herberta Backego, sekretarza stanu w ministerstwie aprowizacji i rolnictwa Rzeszy, że Niemcy mogliby uzyskiwać z Ukrainy miliony ton zboża i innych artykułów żywnościowych, jednocześnie pozostawiając minimalne jej ilości dla radzieckiej ludności. Skazywało to miliony obywateli radzieckich na śmierć z głodu.

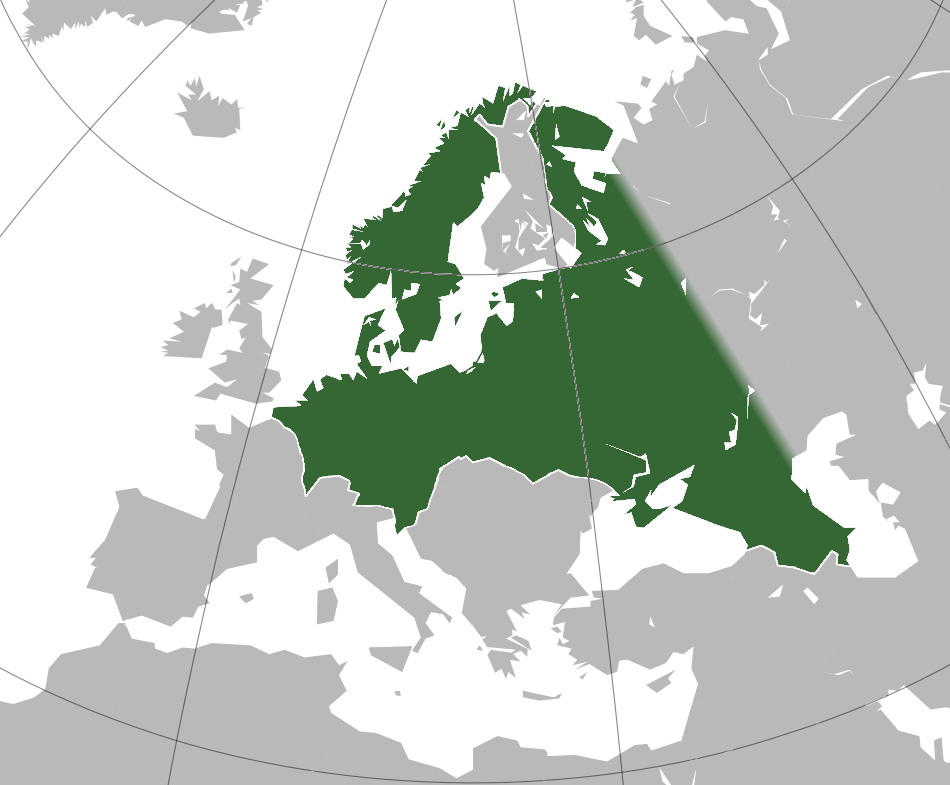
Wobec potrzeby Lebensraum i według Generalnego Planu Wschodniego kierownictwo III Rzeszy planowało podbicie terytoriów Europy Wschodniej, eksterminację, deportację lub zniewolenie jej ludności i skolonizowanie tych terytoriów przez niemieckich osadników

W swojej książce „Mein Kampf” na początku lat 20. Hitler napisał, że Niemcy potrzebowały Lebensraum – „przestrzeni życiowej” na Wschodzie dla utrzymania swojej rosnącej populacji i zdobycia pozycji światowego mocarstwa. Zdobycie „przestrzeni życiowej” aż do Wołgi miało zagwarantować wystarczającą ilość zaopatrzenia dla Niemiec. W szczególności chodziło tutaj o Ukrainę z jej dużymi rejonami rolniczymi i gospodarczymi, dzięki czemu uniknięto by sytuacji z końca I wojny światowej, kiedy część niemieckiego społeczeństwa głodowała. Niemcy chcieli także zdobyć strategicznie ważne zasoby ropy naftowej Związku Radzieckiego. Podbite tereny miały ulec bezlitosnej germanizacji – według „wytycznych” Generalnego Planu Wschodniego ich ludność miała zostać wyeksterminowana, a reszta pozostała przy życiu miała zostać deportowana daleko na Wschód za Ural lub stać się niewolnikami niemieckich kolonistów, którzy mieli osadzić się na podbitych terenach Związku Radzieckiego. Hitler, wspólnie z większością niemieckiego korpusu oficerskiego i kierownictwa III Rzeszy, od samego początku deklarował swoją olbrzymią nienawiść wobec Związku Radzieckiego, uważając go za zagrożenie dla Niemiec, a ogólnie dla „cywilizacji zachodniej”. Poglądy korpusu oficerskiego łączące elementy antysemityzmu, antyslawizmu i antykomunizmu bardzo wspomogły ekspansję na Wschód, która od dawna była celem niemieckiej prawicy. Hitler i jego współpracownicy nawoływali do walki z tzw. „żydokomuną”. Według nich rewolucja październikowa dała Żydom władzę nad masami Słowian, z definicji niezdolnych do rządów samodzielnych, i doprowadziła do ich domniemanej dominacji w Związku Radzieckim.
Wojna przeciwko Związkowi Radzieckiemu w oczach Hitlera i jego najbliższych współpracowników nie była zwykłym konfliktem zbrojnym, ale wojną eksterminacyjną, która była walką o przetrwanie „rasy wyższej” nad „rasą niższą” i ta druga musiała zostać zniszczona wszelkimi możliwymi sposobami. Na spotkaniu 30 marca 1941 roku z udziałem Hitlera i wyższych dowódców, którzy mieli poprowadzić Wehrmacht na Związek Radziecki Hitler oznajmił, że komunizm był z natury aspołeczny, a jego przywódcy kryminalistami i należało ich za to zlikwidować. Wszelkie prawa i zasady wojenne miały zostać zignorowane na rzecz całkowitej eksterminacji jeńców wojennych, komisarzy politycznych, inteligencji i ludności żydowskiej. Miało to się odbyć wszelkimi zbrodniczymi metodami od wygładzania populacji radzieckiej, przez masowe egzekucje i deportacje, do nieludzkiego traktowania jeńców wojennych. Poprzez nieograniczoną bezwzględność Niemcy zamierzali podbić i spacyfikować tereny Związku Radzieckiego. Nazistowska propaganda używała określeń typu „azjatycki”, „żydowsko-bolszewicki”, „bestialski” i „nieludzki” w stosunku do populacji Związku Radzieckiego. Masy niemieckich żołnierzy wierzyły w te postulaty, widząc wojnę przeciwko ZSRR oczami Hitlera i reszty nazistowskiego kierownictwa.
Plany militarne i ekonomiczne w inwazji na Związek Radziecki były nierozłączne z planami o charakterze zbrodniczym. W maju 1941 roku władze cywilne i wojskowe III Rzeszy uzgodniły „plan głodowy”. Kierownictwo III Rzeszy chciało zapewnić odpowiednie dostawy zaopatrzenia zarówno dla jednostek Wehrmachtu toczących walki na froncie z zasobów samego Związku Radzieckiego, ale także wyżywić z pomocą tych samych zasobów ludność cywilną w samych Niemczech. Z tego powodu miano zabierać tzw. „nadwyżki” z najbardziej produktywnych rolniczych, południowych rejonów ZSRR na wyżywienie Wehrmachtu i ludności Niemiec. Tymi „nadwyżkami” była żywność przeznaczona dla ludności miejskiej oraz tej zamieszkujące północne rejony kraju, gdzie produkcja rolnicza była o wiele mniejsza. Według niemieckich obliczeń 30 milionów obywateli radzieckich miało umrzeć z głodu. Niemieckie kierownictwo wojskowe i cywilne świadomie i bez oporu zaakceptowało ten ludobójczy plan.
Niemcy podjęli także działania dla zapewnienia „bezpieczeństwa” na podbitych terenach ZSRR. Z jednej strony miały one zlikwidować problemy, które spowalniałyby ruch wojsk, czyli aktywne eliminowanie partyzantów, potencjalnych partyzantów i innych osób, które stwarzały realne lub zmyślone zagrożenie dla nich. Z drugiej strony miały one pomóc w eksploatacji podbitych terenów i eliminacji Żydów oraz innych, w nazistowskiej terminologii, „podludzi”. Na podbitych terenach miały zostać utworzone komisariaty Rzeszy – cywilna struktura władzy niemieckiej. Ich komisarze mieli wypełniać nazistowskie cele polityczne – masowy terror i represje wobec ludności cywilnej oraz eksploatowanie zasobów gospodarczych danego rejonu. 28 kwietnia 1941 roku, w wyniku kilkumiesięcznych negocjacji między armią i SS o naturze ich współpracy na okupowanych terenach ZSRR, naczelny dowódca niemieckich wojsk lądowych Walther von Brauchitsch wydał rozkaz o utworzeniu „oddziałów specjalnych” – Einsatzgruppen – które miały wykonywać „zadania specjalne”. Tymi „zadaniami” były eksterminacja ludności żydowskiej, likwidowanie komisarzy politycznych, partyzantów i innych „niepożądanych” osób. Podlegały one tylko i wyłącznie SS, ale koordynowały swoje akcje z oddziałami wojskowymi, podążając bezpośrednio za nimi. Spotkało się to z olbrzymim entuzjazmem ze strony dowódców wojskowych, którzy pragnęli „bezpieczeństwa” swoich linii zaopatrzeniowych i zaplecza oraz odpowiednio dużych dostaw żywności i innych materiałów na potrzeby ich wojsk. Na brutalne traktowanie Żydów i Słowian nie zwracali oni większej uwagi.
13 maja 1941 roku wydano rozkaz o „Jurysdykcji Barbarossa”, który dotyczył traktowania nieprzyjacielskiej ludności cywilnej. Rozkaz ten całkowicie wyjął spod prawa radziecką ludność cywilną i dał niemieckim żołnierzom wolną rękę do terroru i represji wobec niej. Miano zastosować odpowiedzialność zbiorową, a wszyscy niemieccy żołnierze byli wyciągnięci spod odpowiedzialności karnej za swoje postępowania niezgodne z prawem wojennym i wojskowym. 6 czerwca OKW wydało „rozkaz o komisarzach”, który nakazywał oddziałom frontowym bezzwłoczną egzekucję schwytanych komisarzy politycznych Armii Czerwonej. Pozostawała też kwestia radzieckich jeńców wojennych. 16 czerwca 1941 roku OKW wydało rozkaz regulujący ich traktowanie. Podstawową kwestią była sprawa wyżywienia wszystkich jeńców radzieckich. Pod koniec maja i na początku czerwca wiele dowództw armii wydało rozkazy, według których jeńcy mieli otrzymać niewielkie ilości żywności najgorszej jakości, której wartość kaloryczna była niższa od minimum potrzebnego do przeżycia. Władze wojskowe Prus Wschodnich i Generalnego Gubernatorstwa zaczęły organizowanie obozów przejściowych dla jeńców, w których warunki bytowe i sanitarne były katastrofalne. Wszystkie te działania miały na celu całkowitą eksterminację radzieckich jeńców wojennych.

## Przebieg działań wojennych

### Operacja Barbarossa
Początkowe postępy Wehrmachtu – do 9 lipca 1941 roku
     Dalsze postępy – do 1 września 1941 roku
     Okrążenie wojsk radzieckich pod Kijowem – do 9 września 1941 roku
     Ostatnie posunięcia Wehrmachtu – do 5 grudnia 1941 roku

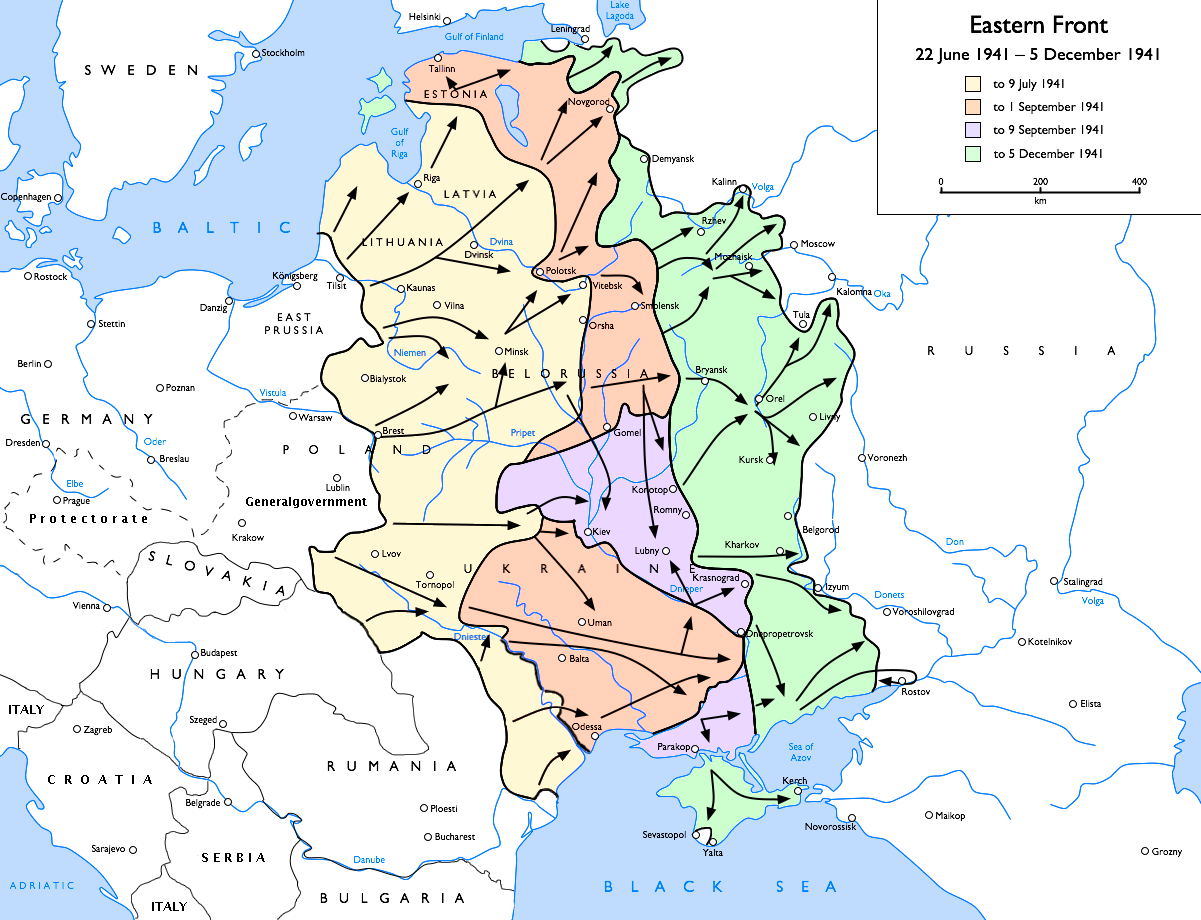
Przebieg operacji „Barbarossa”:
Początkowe postępy Wehrmachtu – do 9 lipca 1941 roku
Dalsze postępy – do 1 września 1941 roku
Okrążenie wojsk radzieckich pod Kijowem – do 9 września 1941 roku
Ostatnie posunięcia Wehrmachtu – do 5 grudnia 1941 roku

O godzinie 3:15 w nocy 22 czerwca 1941 roku liczące ponad 3 miliony żołnierzy wojska niemieckie rozpoczęły inwazję na Związek Radziecki wzdłuż 1800 kilometrowego frontu od Morza Bałtyckiego do Morza Czarnego. Zaskoczenie po stronie radzieckiej było totalne. Stalin zignorował wszystkie raporty wywiadu o zbliżającym się niemieckim uderzeniu. Wojska Armii Czerwonej były zupełnie nieprzygotowane na inwazję, dodatkowo nie zdążyły one całkowicie obsadzić pozycji obronnych wzdłuż nowej granicy po pakcie Ribbentrop-Mołotow. Tego dnia Niemcy ruszyli do ofensywy, która z łatwością zniszczyła radzieckie stanowiska obronne wzdłuż granicy niemiecko-radzieckiej. Razem z uderzeniem lądowym niemiecka Luftwaffe przeprowadziła zmasowane ataki lotnicze na radzieckie lotniska, by zdobyć dominację w powietrzu. Pierwszego dnia inwazji Luftwaffe przeprowadziła naloty na 66 lotnisk, niszcząc około 1800 radzieckich samolotów, zdecydowaną większość na ziemi. Straty Luftwaffe wyniosły zaledwie 35 samolotów.
25 czerwca sowieckie samoloty zbombardowały Helsinki, co spowodowało wypowiedzenie wojny przez Finów i dołączenie Finlandii do wojny. Następnego dnia radzieckie bombowce omyłkowo zbombardowały Koszyce na terytorium Węgier, w efekcie czego Węgry również dołączyły do wojny po stronie Niemiec.
Ofensywa niemiecka przebiegała w błyskawicznym tempie. Oddziały pancerne pokonywały każdego dnia około 80 km, za nimi podążała piechota pokonująca 30 km na dobę. Olbrzymia prędkość niemieckiego natarcia spowodowała, że już 28 czerwca należące do Grupy Armii „Środek” 3. Grupa Pancerna (nacierająca na północy) i 2. Grupa Pancerna (na południu) spotkały się ze sobą zamykając pierścień okrążenia wokół Mińska. W tym czasie 4. i 9. Armia niemiecka odcięły siły radzieckie wokół Białegostoku. Grupa Armii „Środek” kontynuowała swoje natarcie forsując 10 lipca Dniepr i tworząc wokół Smoleńska olbrzymi kocioł, zdobywając samo miasto 16 lipca. Walki o kocioł smoleński trwały aż do 11 sierpnia, podczas których siły radzieckie straciły 300 000 zabitych lub wziętych do niewoli. Kontrataki Armii Czerwonej ze wschodu na Smoleńsk umożliwiły jednak ponad 100 000 radzieckich żołnierzy na wyrwanie się z kotła zanim został on zlikwidowany.

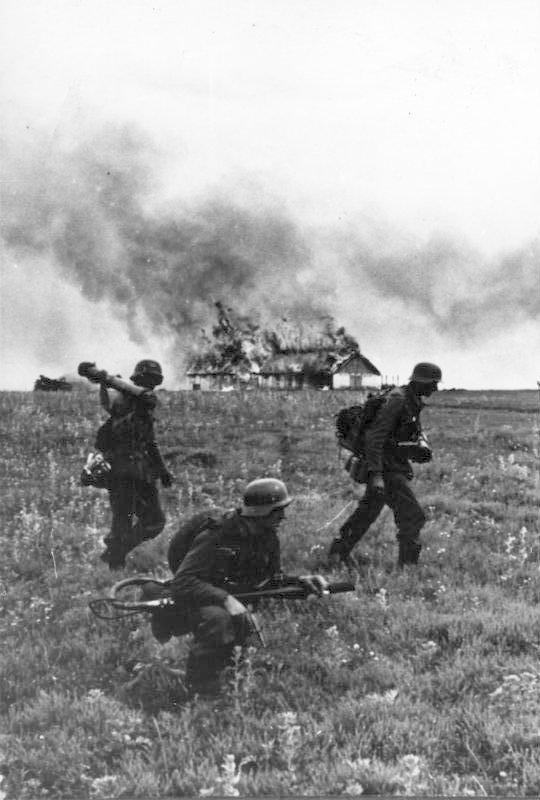
Niemieccy żołnierze podczas ofensywy na Związek Radziecki w czerwcu 1941 roku

Błyskawiczne natarcie Grupy Armii „Środek” doprowadziło do potężnego rozciągnięcia jej linii zaopatrzeniowych i tym samym do braków wśród amunicji i paliwa. Dodatkowo straty wszystkich trzech grup armii były wysokie, a siły Armii Czerwonej większe niż przewidywało to niemieckie dowództwo. Zaciekłe walki w kotle smoleńskim i próby jego odblokowania jeszcze bardziej spowolniły natarcie Grupy Armii „Środek” w kierunku Moskwy. W tej sytuacji Hitler rozkazał wstrzymać jej ofensywę i przesunąć jej wojska pancerne na północ i południe, gdzie natarcie Niemców nie osiągnęło takich samych sukcesów. 3. Grupa Pancerna miała pomóc Grupie Armii „Północ” w natarciu na Leningrad, a 2. Grupa Pancerna miała pomóc Grupie Armii „Południe” w okrążeniu wojsk radzieckich pod Kijowem. Decyzja ta spotkała się z olbrzymim protestem ze strony von Bocka, Guderiana (dowódcy 2. Grupy Pancernej) i innych oficerów niemieckich, którzy za wszelką cenę chcieli kontynuować natarcie na Moskwę, uważając ją za najważniejszy cel strategiczny całej operacji. Hitler postawił jednak na swoim. Podkreślał on strategiczne znaczenie Leningradu i ukraińskich rejonów przemysłowych, rolniczych i górniczych oraz uważał za kluczowe zniszczenie w pierwszej kolejności olbrzymich sił Armii Czerwonej w rejonie Kijowa. Według niego i grupy innych oficerów w wypadku gdyby Grupa Armii „Środek” kontynuowała natarcie w kierunku Moskwy mogły one przeprowadzić kontrofensywę na jej południową flankę.
W tym samym czasie nacierająca w głąb Ukrainy Grupa Armii „Południe” posuwała się dość powoli. Napotkała ona silny opór ze strony Armii Czerwonej. Pod koniec czerwca jej 1. Grupa Pancerna pod dowództwem gen. Ewalda von Kleista stoczyła w rejonie Równego na zachodniej Ukrainie ciężką bitwę pancerną z pięcioma radzieckimi korpusami zmechanizowanymi Frontu Południowo-Zachodniego uzbrojonymi w nowoczesne czołgi KW i T-34, które okazały się być olbrzymim zaskoczeniem dla Niemców. Rundstedt kontynuował następnie swoje natarcie i 10 sierpnia jego wojska wzięły do niewoli 107 000 radzieckich żołnierzy po zlikwidowaniu kotła pod Humaniem. 2. Grupa Pancerna z Grupy Armii „Środek” otrzymała rozkaz skręcenia 400 km na południe w kierunku Łochwicy, położonej 200 km na wschód od Kijowa, gdzie miała się spotkać z 1. Grupą Pancerną, która już wtedy zaczęła okrążać stolicę Ukrainy od południa. Stalin zignorował zagrożenie ze strony grupy pancernej Guderiana i zakazał odwrotu wojskom Frontu Południowo-Zachodniego broniącym Kijowa. 16 września wojska Guderiana połączyły się z grupą Kleista w Łochwicy, tworząc potężny kocioł. Walki w nim trwały do końca września, do niewoli zostało wziętych 665 tysięcy radzieckich żołnierzy. Dalej na południu Grupa Armii „Południe” kontynuowała swoje natarcie w kierunku Odessy, Krymu i Rostowu nad Donem.

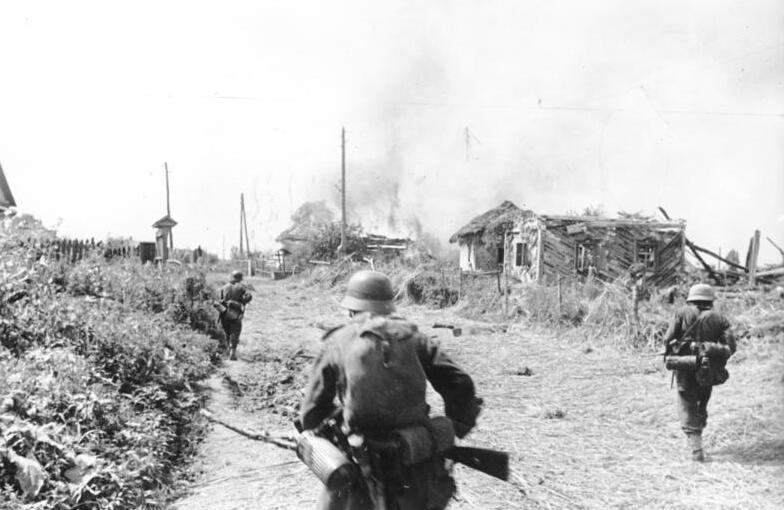
Niemiecka piechota w czasie walk o radziecką wioskę w sierpniu 1941 roku

Jednocześnie Grupa Armii „Północ” nacierała na Leningrad. Pod koniec czerwca na północ od Kowna dwa radzieckie korpusy zmechanizowane Frontu Północno-Zachodniego przeprowadziły kontratak na jej wojska, który został jednak odparty. Wycofujące się przez państwa nadbałtyckie oddziały radzieckie były bezustannie atakowane przez ugrupowania Litwinów, Łotyszy i Estończyków. Podczas nieudolnie przeprowadzonej ewakuacji Tallinna Armia Czerwona poniosła bardzo duże straty na minach – śmierć poniosło 16 tysięcy ludzi. Trudny teren pełen lasów, bagien i rzek spowolnił natarcie wojsk Leeba, które do przedmieść Leningradu dotarły na początku września. Ponieważ najwyższe kierownictwo niemieckie chciało zlikwidować mieszkańców Leningradu poprzez wygłodzenie ich na śmierć, a następnie zrównać miasto z ziemią, Hitler rozkazał oblężenie miasta. 8 września wojska Grupy Armii „Północ” zdobyły Szlisselburg na południowo-zachodnim wybrzeżu jeziora Ładoga, odcinając tym samym miasto od reszty Związku Radzieckiego i rozpoczynając jego oblężenie. Zaopatrzenie do miasta mogło być dostarczane tylko drogą powietrzną lub drogą wodną przez jezioro Ładoga. Szlaki te były atakowane przez Niemców, a samo miasto bezustannie bombardowane przez niemieckie lotnictwo i ciężką artylerię. Wkrótce w Leningradzie zaczął szerzyć się głód, w wyniku którego zmarła olbrzymia liczba mieszkańców miasta.
Podczas operacji „Barbarossa” Rosjanie przeprowadzili olbrzymią akcję ewakuacyjną wszystkich fabryk, zakładów przemysłowych i zbrojeniowych położonych w zachodnich częściach Związku Radzieckiego. Były one ładowane na pociągi i wysyłane na Ural, Syberię lub do Kazachstanu. Tej mistrzowskiej akcji, rozpoczętej w lipcu 1941 roku, dokonano w zadziwiająco krótkim czasie, nie zakłócając jednocześnie procesu produkcji zbrojeniowej. Przeniesienie radzieckich zakładów lotniczych między wrześniem a grudniem 1941 roku jest jednym z najbardziej niewiarygodnych wyczynów organizacyjnych w dziedzinie przemysłu zbrojeniowego podczas II wojny światowej. Ukraińska huta Zaporożstal została rozebrana w 19 dni między 19 sierpnia a 5 września. W tym czasie najważniejsze maszyny, ze szczególnie cennym wyposażeniem walcowni, zostały załadowane na 16 000 wagonów kolejowych. Łącznie do końca roku przesunięto 2593 zakłady przemysłowe, w tym 1360 wielkich fabryk zbrojeniowych, co stanowiło ładunek 1 500 000 wagonów kolejowych. Dzięki ewakuacji przemysł ZSRR wkrótce rozpoczął masową produkcję broni, wyposażenia i amunicji na potrzeby Armii Czerwonej daleko poza zasięgiem niemieckiego lotnictwa bombowego.

### Bitwa pod Moskwą i walki o Rostów nad Donem

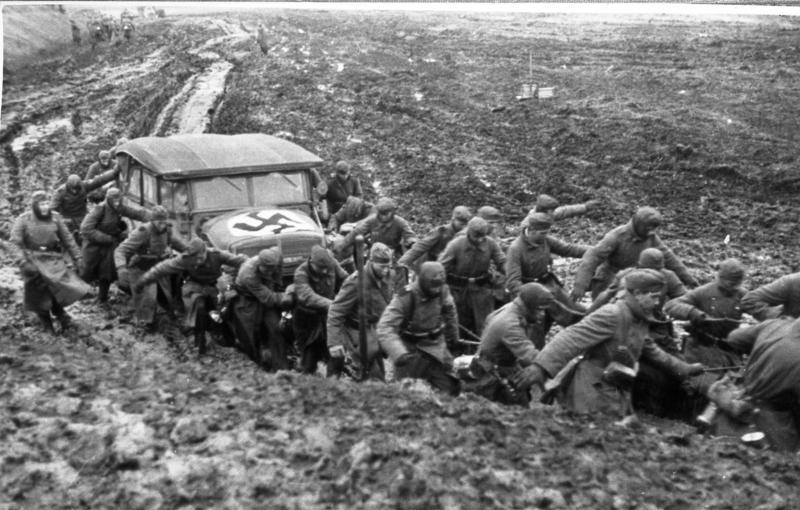
Żołnierze Wehrmachtu ciągnący samochód w morzu błota, listopad 1941 roku

Po zablokowaniu Leningradu i zlikwidowaniu wojsk radzieckich w rejonie Kijowa Hitler rozkazał wznowić ofensywę w kierunku Moskwy. 3. i 2. Grupa Pancerna zostały z powrotem przesunięte do Grupy Armii „Środek”. 4. Grupa Pancerna Grupy Armii „Północ” została także oddana Grupie Armii „Środek”. Operacja „Tajfun”, ofensywa na Moskwę, rozpoczęła się 30 września 1941. Tego dnia jako pierwsza zaatakowała 2. Grupa Pancerna w kierunku północno-wschodnim na miasto Orzeł, ponad 300 km na południe od Moskwy, zdobywając je 3 października. Główne uderzenie wojsk niemieckich rozpoczęło się 2 października na północ od 2. Grupy Pancernej. 7 października oddziały 3. i 4. Grupy Pancernej zamknęły w okrążeniu, po spotkaniu się ze sobą, duże zgrupowanie wojsk radzieckich pod Wiaźmą, a 2. Armia Pancerna zamknęła na południu tego samego dnia inny kocioł pod Briańskiem. Łącznie prawie 750 000 czerwonoarmistów zostało odciętych. Dzień wcześniej, 6 października, na całym froncie podmoskiewskim padał ulewny deszcz, a w nocy z 6 na 7 października po raz pierwszy spadł mokry śnieg, co sygnalizowało początek jesiennej pogody, która już wkrótce miała stać się olbrzymim problemem dla nacierających wojsk niemieckich.

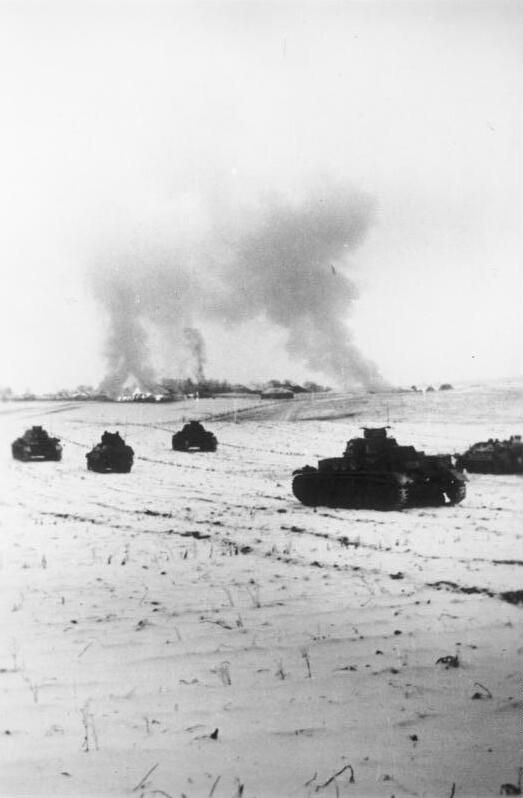
Niemieckie czołgi niedaleko Istry podczas bitwy pod Moskwą

Na południowym odcinku frontu wschodniego sytuacja dla Armii Czerwonej także była zła. W połowie października Grupa Armii „Południe” zajęła Zagłębie Donieckie, a wojska rumuńskie zdobyły Odessę. 11. Armia zajęła Krym i rozpoczęła oblężenie Sewastopola. 21 listopada Grupa Armii „Południe” zajęła Rostów nad Donem i rozpoczęła przygotowania do dalszego natarcia w kierunku Kaukazu. Niemieckie linie zaopatrzeniowe były zbyt rozciągnięte, a lewa flanka 1. Grupy Pancernej broniona przez słabo uzbrojone oddziały węgierskie. Siły Frontu Południowego wykorzystały to i przystąpiły do kontrofensywy, wyzwalając Rostów i zmuszając Grupę Armii „Południe” do wycofania się na linię rzeki Mius na zachód od Taganrogu.
10 października gen. Gieorgij Żukow otrzymał całkowite dowództwo nad wojskami broniącymi Moskwy, a także rozkaz utrzymania linii obronnej w rejonie Możajska, 100 km na zachód od stolicy. 14 października Niemcy zajęli Kalinin na północ od Moskwy, zdobyli most nad górną Wołgą i przecięli linię kolejową Moskwa–Leningrad, jednocześnie powoli obchodząc Tułę na południu. Do 20 października kotły pod Wiaźmą i Briańskiem zostały całkowicie zlikwidowane. Według Niemców do niewoli trafiło 673 098 żołnierzy radzieckich. W tym czasie silne opady deszczu i mokrego śniegu zamieniły drogi w morze błota, uniemożliwiając przesuwanie się oddziałów frontowych i konwojów za linią frontu z zaopatrzeniem, amunicją i paliwem. Zaciekły opór wojsk Armii Czerwonej okrążonych pod Wiaźmą i Briańskiem powodował, że siły przeznaczone do ich likwidacji nie mogły zostać użyte w dalszym natarciu na Moskwę. Te dwa czynniki spowodowały zatrzymanie niemieckiej ofensywy. W szczególności dzięki olbrzymiemu poświęceniu i zaciekłości żołnierzy broniących się pod Wiaźmą i Briańskiem Sowieci zyskali więcej czasu na przygotowanie linii obronnych na przedpolach Moskwy, przegrupowanie wojsk i przesunięcie ich większej ilości do obrony stolicy. Niemcy w wyniku październikowych walk ponieśli ciężkie straty i musieli przegrupować swoje wojska oraz uzupełnić ich zapasy przed dalszym natarciem. Po nastaniu zimy i zamarznięciu dróg wojska niemieckie przystąpiły 15 listopada do ostatecznego uderzenia na Moskwę. Pod koniec listopada niemiecka 3. Armia Pancerna znajdowała się mniej niż 40 km na północny zachód od miasta, podczas gdy 4. Armia Pancerna zbliżyła się na 16 km od zachodnich przedmieść stolicy. Niemieccy żołnierze mogli widzieć w swoich lornetkach kopuły Kremla.
Na początku grudnia dowództwo Grupy Armii „Środek” zdało sobie sprawę, że jego siły nie są w stanie zająć Moskwy. Warunki pogodowe dla Niemców się znacznie pogorszyły. Temperatura spadła poniżej −30 stopni Celsjusza. Większość żołnierzy niemieckich nie miała zimowych mundurów i ginęła z powodu zimna i odmrożeń. Brak odpowiednich olejów i smarów powodował zamarzanie karabinów maszynowych i silników niemieckich samolotów i czołgów. Z powodu zbyt rozciągniętych linii zaopatrzeniowych siły niemieckie miały braki wśród żywności, paliwa i amunicji, co jeszcze bardziej je osłabiało. 1 grudnia 4. Armia, atakująca na środkowym odcinku podmoskiewskiego frontu, rozpoczęła ostatnie uderzenie na Moskwę. Oddziały radzieckie, dzięki posiłkom, powstrzymały jej natarcie do 4 grudnia. Ciężkie warunki pogodowe, wykończenie oddziałów niemieckich i twardy opór Armii Czerwonej zmusiły Niemców do wstrzymania swojego natarcia i przejścia do odwrotu 5 grudnia. Była to pierwsza poważna klęska Niemców w walkach na froncie wschodnim. Powstrzymanie niemieckiej ofensywy na Moskwę powodowało nie tylko załamanie się operacji „Tajfun”, ale także całej operacji „Barbarossa”.

### Zimowa kontrofensywa Armii Czerwonej
Radzieckie postępy
     Niemieckie postępy

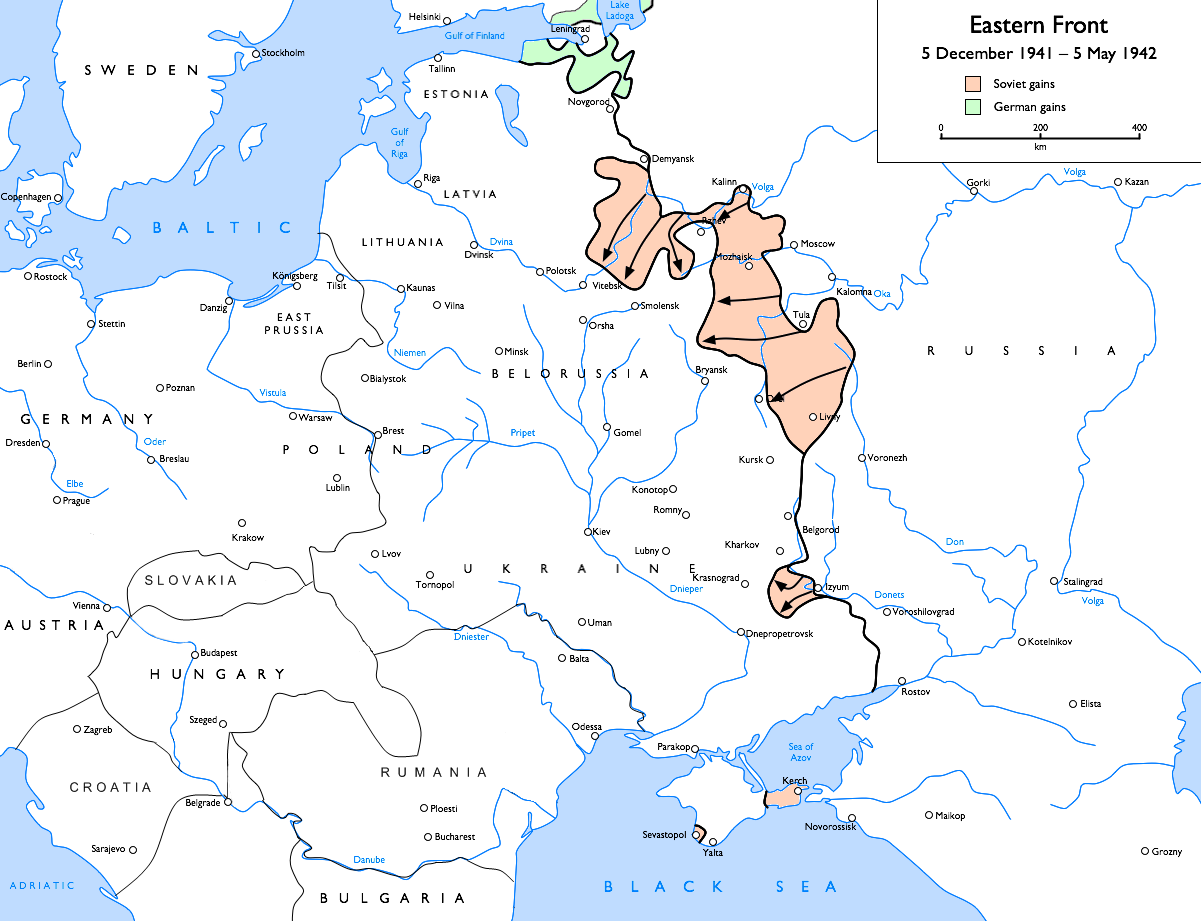
Zimowa kontrofensywa Armii Czerwonej od grudnia 1941 do maja 1942 roku:
Radzieckie postępy
Niemieckie postępy

5 grudnia wojska Frontu Kalinińskiego przeszły do generalnej kontrofensywy na północ od Moskwy. Następnego dnia do natarcia naprzeciwko i na południe od stolicy przystąpiły siły Frontu Zachodniego współdziałając z wojskami Frontu Południowo-Zachodniego. Po otrzymaniu raportów od radzieckiego agenta w Tokio Richarda Sorge, że Japonia nie zaatakuje Związku Radzieckiego zimą 1941 roku, na front pod Moskwą przesunięto elitarne dywizje syberyjskie, dobrze uzbrojone i przystosowane do walk w ciężkich warunkach zimowych. Siły radzieckie przeznaczone do kontrofensywy moskiewskiej liczyły około 1 100 000 żołnierzy, ponad 7600 dział artyleryjskich i moździerzy, blisko 800 czołgów i 1000 samolotów. Plan Żukowa zakładał odparcie wojsk Grupy Armii „Środek” na północ i południe od Moskwy, które groziły okrążeniem miasta, na pozycje wyjściowe przed operacją „Tajfun”. Oddziały niemieckie stawiły opór, ale siła radzieckiej kontrofensywy była tak duża, że Niemcy musieli się wycofać, aby uniknąć okrążenia. 15 grudnia oddziały Armii Czerwonej wyzwoliły Klin, przerywając jednocześnie pierścień okrążenia wokół Tuły. W ciągu trzech tygodni oddziały niemieckie zostały odparte na niektórych odcinkach na 300 km na zachód od Moskwy.
Podczas narady Stawki i Państwowego Komitetu Obrony ZSRR 5 stycznia 1942 roku Stalin rozkazał, aby Armia Czerwona przeprowadziła generalną kontrofensywę nie tylko w rejonie Moskwy, ale wzdłuż całego frontu wschodniego. Będąc przekonanym, że armia niemiecka jest w rozsypce, wojska Armii Czerwonej miały nie tylko otoczyć i zniszczyć siły Grupy Armii „Środek”, ale także na północy odblokować Leningrad, a na południu wyzwolić Krym i Zagłębie Donieckie z miastem Charków. Żukow zaprotestował temu planu, wiedząc że Armia Czerwona po walkach w 1941 roku jest za słaba, aby natychmiast po zatrzymaniu Niemców przeprowadzić tak wielką ofensywę, która jeszcze bardziej ją osłabi. Argumentował on za skoncentrowaniem kontrofensywy w sektorze moskiewskim. Argumenty Żukowa nie zostały wysłuchane przez Stalina.

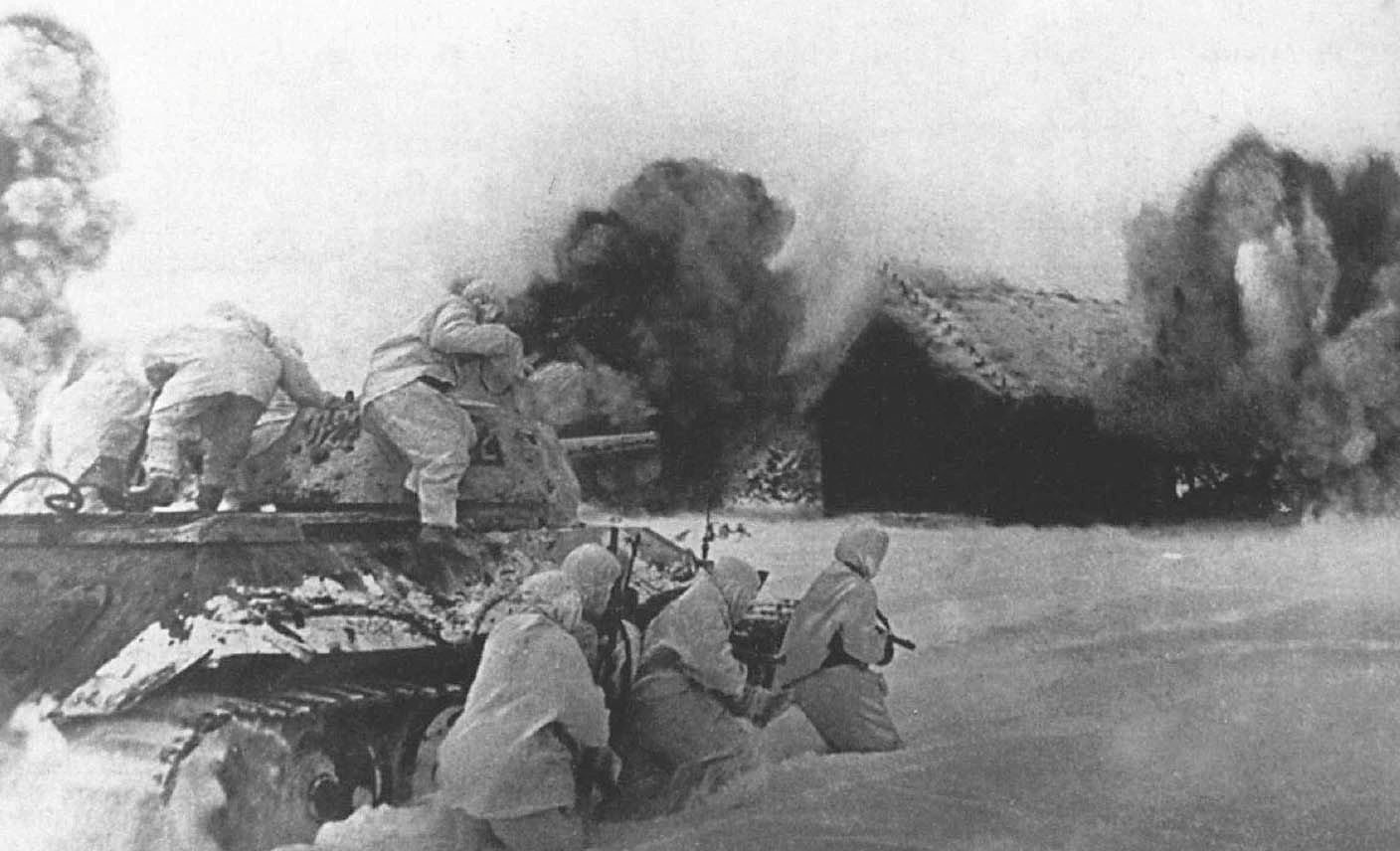
Czołg T-34 z desantem żołnierzy podczas kontrofensywy pod Moskwą w grudniu 1941

Kontrofensywa Armii Czerwonej nie spowodowała całkowitego załamania się armii niemieckiej i bardzo szybko udało się Niemcom ustanowić nowe pozycje obronne i zreorganizować swoje siły. Pozostające na tyłach wojsk radzieckich okrążone oddziały niemieckie często atakowały linie zaopatrzeniowe i komunikacyjne sił Armii Czerwonej, spowalniając ich ofensywę. Na północy 2. Armia Uderzeniowa Frontu Wołchowskiego uderzyła na pozycje Grupy Armii „Północ”. Początkowo odnosiła ona sukcesy i zagroziła odcięciem niemieckiej 18. Armii, ale bez wsparcia innych jednostek i z brakami amunicji, paliwa i zaopatrzenia została ona odcięta i rozbita przez Niemców wiosną 1942 roku. Jej dowódca gen. Andriej Własow został wzięty do niewoli w czerwcu, a następnie przeszedł na stronę Niemców tworząc Rosyjską Armię Wyzwoleńczą. Trochę bardziej na południu oddziały Frontu Północno-Zachodniego zamknęły w kotle pod Diemiańskiem sześć niemieckich dywizji, które wytrwały oblężenie radzieckie do maja 1942 roku dzięki dostawom zaopatrzenia i amunicji drogą lotniczą. Na środkowym odcinku frontu w rejonie Wiaźmy i Rżewa fronty Kaliniński i Zachodni przeprowadziły kilka prób okrążenia Grupy Armii „Środek”. Wszystkie początkowo odnosiły sukcesy, kończyły się jednak odcięciem i rozbiciem wojsk radzieckich przez siły niemieckie. Na Krymie Niemcy powstrzymali radziecki desant, którego celem było udzielenie pomocy wojskom broniącym Sewastopola. Radziecka zimowa kontrofensywa została wstrzymana w kwietniu 1942 roku, kiedy nastąpiły wiosenne roztopy, a możliwości ofensywne Armii Czerwonej zostały wyczerpane.
7 maja Niemcy kontratakowali na Półwyspie Kerczeńskim na Krymie przeciwko wojskom radzieckim, które tam wylądowały w grudniu 1941. W ciągu następnych 10 dni zostały one zmuszone do ewakuacji na Półwysep Tamański. Po tym sukcesie Niemcy zwrócili swoją uwagę ponownie na Sewastopol, który zdobyli na początku lipca 1942 roku po ciężkich i krwawych walkach. W maju 1942 roku fronty Południowo-Zachodni i Południowy przeprowadziły ograniczoną ofensywę w rejonie Charkowa mającą na celu wyzwolenie miasta. Sowieci przeszli do ataku 12 maja na północ i południe od miasta z zamiarem jego okrążenia. Niemcy powstrzymali natarcie sił radzieckich i 17 maja przeszli do kontrataku. Okrążyli i zlikwidowali oni nacierające od południa wojska radzieckie, a nacierające na północ od Charkowa siły Armii Czerwonej zmusili do odwrotu.

### Operacja Blau i bitwa stalingradzka
do 7 lipca 1942
     do 22 lipca 1942
     do 1 sierpnia 1942
     do 18 listopada 1942

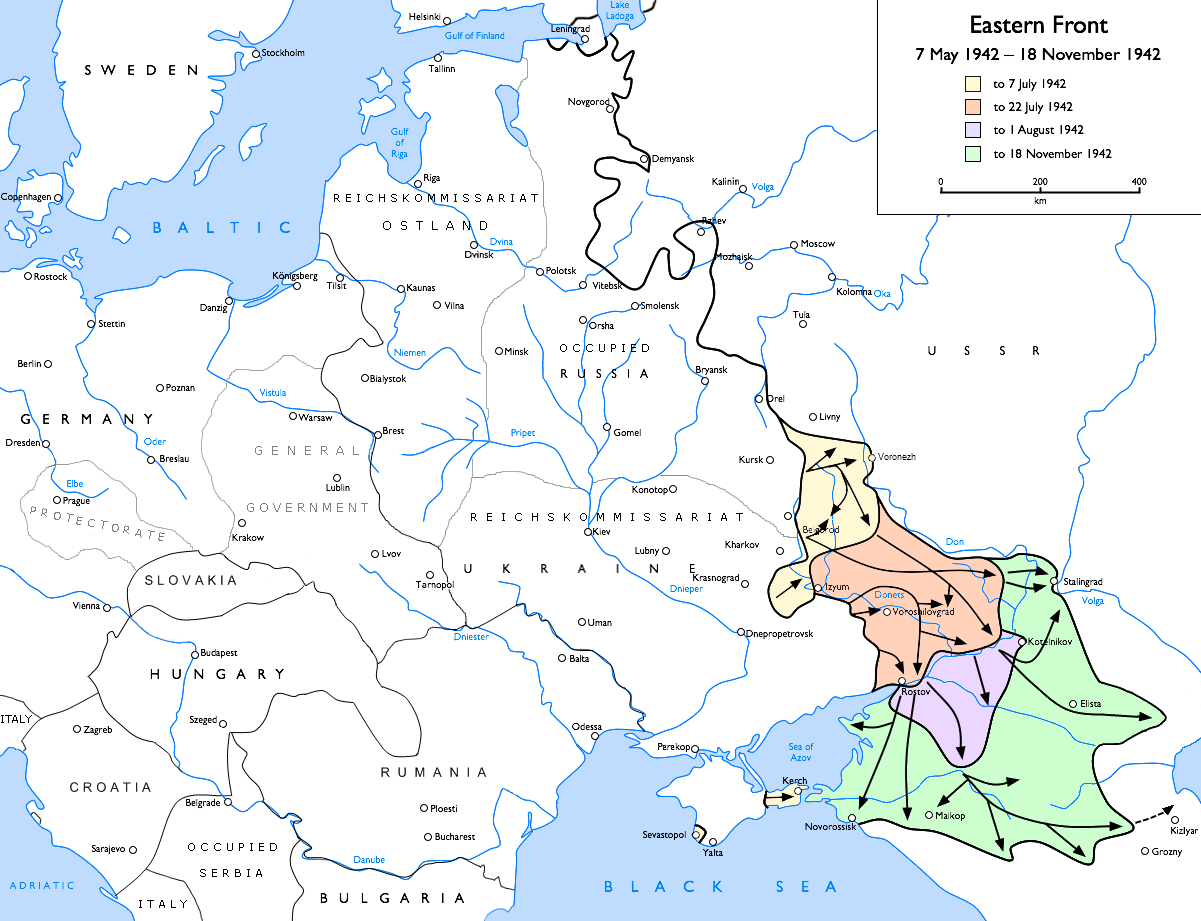
Niemiecka letnia ofensywa 1942 roku od 7 maja do 18 listopada:
do 7 lipca 1942
do 22 lipca 1942
do 1 sierpnia 1942
do 18 listopada 1942

Na lato 1942 dowództwo niemieckie zaplanowało kolejną wielką ofensywę. Plan zakładał dwa uderzenia – jedno na południe w kierunku Kaukazu i dalej na pola naftowe wzdłuż zachodniego wybrzeża Morza Kaspijskiego (w rejonie Baku) oraz drugie na wschód w kierunku Stalingradu, by zabezpieczyć lewą flankę wojsk nacierających na Kaukaz. Ostatecznym celem operacji było zajęcie strategicznych pól naftowych na Kaukazie, bardzo ważnych dla zarówno niemieckiego, jak i radzieckiego przemysłu wojennego. Pierwotny plan zakładał w pierwszej fazie operacji zdobycie Woroneża przez 4. Armię Pancerną Grupy Armii „B”. W drugiej fazie 6. Armia tej samej grupy armii miała okrążyć wojska radzieckie w łuku Donu i nacierać na Stalingrad, bez jego zdobywania. Dopiero potem 4. Armia Pancerna miała skręcić na południe, by pomóc Grupie Armii „A” w jej natarciu na Kaukaz. Hitler zmienił później te plany i rozkazał skierować w kierunku Woroneża tylko jeden korpus pancerny, podczas gdy reszta 4. Armii Pancernej miała ruszyć od razu na południe, zamierzając tym samym osiągnąć oba cele jednocześnie, zamiast po kolei.

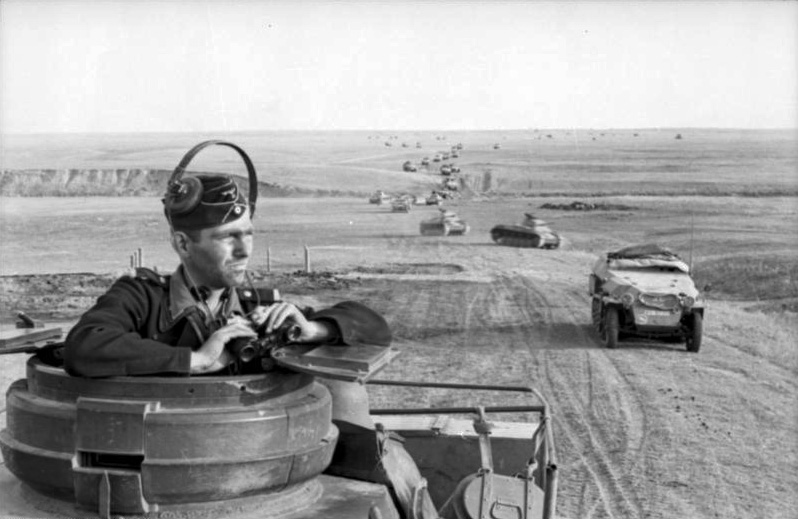
Niemieckie oddziały pancerne na stepach Rosji, niedaleko Donu, zmierzające w kierunku Stalingradu

Letnia ofensywa niemiecka 1942 roku, operacja „Blau”, rozpoczęła się 28 czerwca 1942 roku. Początkowo napotkała ona słaby opór ze strony Armii Czerwonej. 14 lipca oddziały Grupy Armii „A” i „B” spotkały się w Millerowie, ale okrążenie oddziałów Armii Czerwonej na zachód od Donu nie udało się, ponieważ dowództwo radzieckie wycofało swoje wojska z tego rejonu. 23 lipca siły Grupy Armii „A” zdobyły Rostów nad Donem i otrzymały rozkaz kontynuowania natarcia na Kaukaz. Grupa Armii „B” uderzała na Stalingrad. 9 sierpnia 1. Armia Pancerna Grupy Armii „A” zajęła Majkop, 300 km na południowy wschód od Rostowa. Instalacje naftowe w Majkopie zostały wcześniej zniszczone przez wycofujące się wojska radzieckie.
W tym samym czasie 6. Armia Grupy Armii „B” kontynuowała swoje natarcie w kierunku Stalingradu, mając teraz za zadanie jego zdobycie. 23 sierpnia jej żołnierze wkroczyli do przedmieść Stalingradu i dotarli do Wołgi na północ od miasta. Cztery dni wcześniej, 19 sierpnia, 4. Armia Pancerna, dotychczas pomagająca 1. Armii Pancernej w natarciu na Kaukaz, zawróciła na północny wschód, by pomóc 6. Armii w zdobyciu Stalingradu. Podczas następnych trzech miesięcy 6. Armia toczyła ciężkie i krwawe walki uliczne z 62. Armią gen. Wasilija Czujkowa broniącą Stalingradu.

### Kontrofensywa Armii Czerwonej pod Stalingradem i walki do marca 1943 roku
Jednocześnie, gdy wojska niemieckie i radzieckie toczyły zażarte walki w Stalingradzie dowództwo radzieckie zaplanowało operację okrążającą na dużą skalę, która miała złapać w pułapce wszystkie wojska państw Osi zaangażowane w walki o Stalingrad. Na północ i południe od miasta Armia Czerwona skoncentrowała olbrzymie siły, które miały przystąpić do kontrofensywy. Na początku listopada po obu stronach Stalingradu Żukow zgromadził ponad milion żołnierzy, 14 000 dział artyleryjskich i moździerzy, prawie 1000 czołgów i 1400 samolotów. 19 listopada rozpoczęła się operacja „Uran”. Tego dnia wojska Frontu Południowo-Zachodniego i Dońskiego przystąpiły do uderzenia na północ od Stalingradu. Dzień później na południe od miasta do ataku ruszyły wojska Frontu Stalingradzkiego. Obie flanki 6. Armii były bronione przez słabo uzbrojone i zdezorganizowane armie rumuńskie, które zostały rozbite przez nacierające armie radzieckie. 23 listopada nacierające z północy i południa oddziały radzieckie spotkały się w Kałaczu nad Donem na zachód od Stalingradu, zamykając pierścień okrążenia wokół miasta. W kotle okrążonych zostało prawie 290 000 żołnierzy niemieckich, rumuńskich i włoskich oraz hiwisów.
     do 12 grudnia 1942
     do 18 lutego 1943
     do marca 1943 (tylko radzieckie postępy)

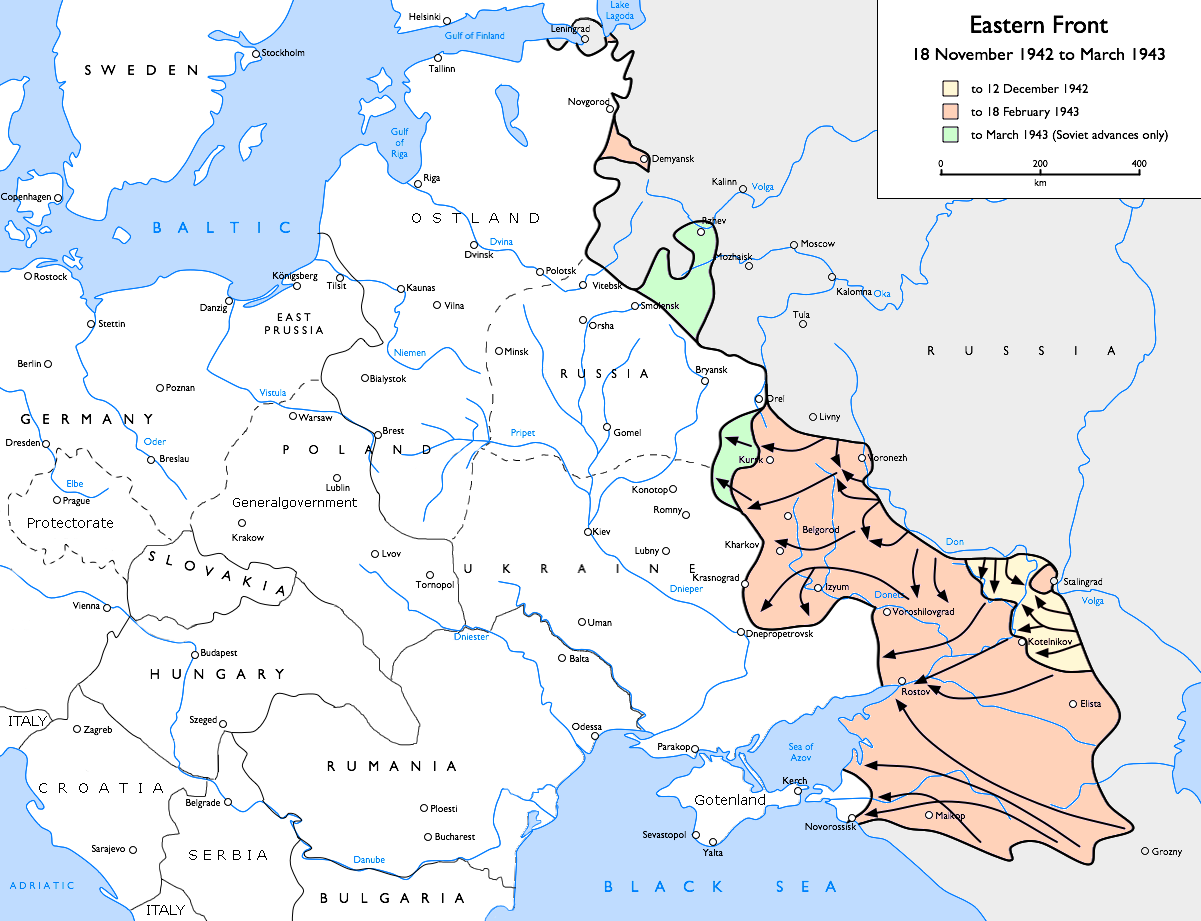
Radziecka kontrofensywa na froncie wschodnim od 18 listopada 1942 do marca 1943 roku:
do 12 grudnia 1942
do 18 lutego 1943
do marca 1943 (tylko radzieckie postępy)

Hitler zakazał 6. Armii podjęcia prób wyrwania się z kotła, rozkazując jej dowódcy, gen. Friedrichowi Paulusowi, bronienie się na swoich pozycjach. Trochę później wydał on rozkaz przeprowadzenia operacji, która miała przerwać okrążenie i połączyć się z 6. Armią. Dowódca Luftwaffe, Hermann Göring, obiecał dostarczanie zaopatrzenia, amunicji i paliwa 6. Armii mostem powietrznym. Według 6. Armii potrzebne było jej 700 t dostaw dziennie. Most powietrzny nie dostarczał nawet podstawowego obiecanego minimum 300 t dziennie. Powodem tego stanu rzeczy był brak wystarczającej liczby samolotów transportowych. Dodatkowo fatalna pogoda, usterki techniczne samolotów transportowych i przeciwdziałania radzieckich myśliwców i artylerii przeciwlotniczej, rozlokowanej wokół kotła, spowodowały ciężkie straty wśród niemieckich dostaw lotniczych. 12 grudnia LVII Korpus Pancerny i inne resztki niemieckiej 4. Armii Pancernej gen. Hotha z Grupy Armii „Don” feldmarsz. Mansteina rozpoczęły operację „Wintergewitter”, której celem było połączenie się z 6. Armią. Początkowo oddziały Hotha odnosiły sukcesy i 17 grudnia jego siły znajdowały się 65 km od 6. Armii, startując z pozycji wyjściowych oddalonych o około 160 km na południe od kotła stalingradzkiego. Aby powstrzymać próbę połączenia się z 6. Armią 16 grudnia armie frontów Woroneskiego i Południowo-Zachodniego rozpoczęły operację „Mały Saturn”. Oddziały radzieckie zaatakowały tylną część lewej flanki Grupy Armii „Don”, bronioną przez słabo uzbrojone i zdezorganizowane oddziały włoskie, z zamiarem jego okrążenia. Podczas operacji Armia Czerwona zajęła lotnisko w miejscowości Tacynskaja, z którego startowały loty transportowe do Stalingradu, co poważnie ograniczyło możliwości zaopatrywania 6. Armii. Operacja „Mały Saturn” i twardy opór oddziałów radzieckich stojących między wojskami Hotha i 6. Armią zatrzymały natarcie jego sił, które 23 grudnia otrzymały rozkaz rozpoczęcia odwrotu. Głodująca i pozbawiona amunicji 6. Armia skapitulowała 2 lutego 1943 roku. Do niewoli dostało się 91 000 żołnierzy państw Osi. Był to punkt zwrotny w działaniach na froncie wschodnim i w wojnie w Europie.

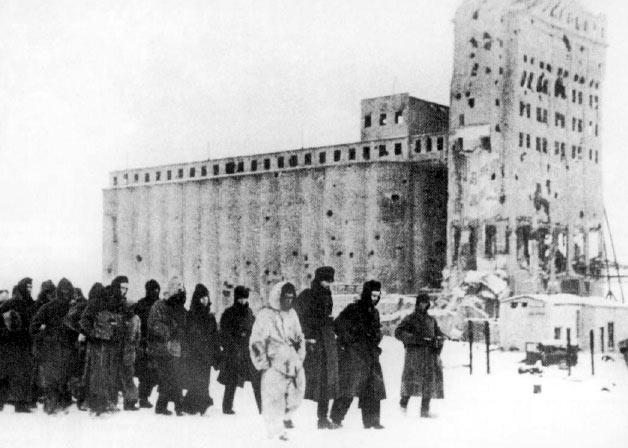
Niemieccy jeńcy wojenni maszerujący do obozów jenieckich w Stalingradzie na początku 1943

Na północnym odcinku frontu wschodniego, na południe od jeziora Ładoga, 12 stycznia 1943 roku siły frontów Leningradzkiego i Wołchowskiego rozpoczęły operację „Iskra”. Jej celem było przerwanie blokady Leningradu. Front Leningradzki nacierał od strony Leningradu, a Front Wołchowski ze wschodu na spotkanie Frontu Leningradzkiego. Po dwóch dniach walk oddziały obu frontów dzieliło mniej niż 10 km. Połączyły się one 18 stycznia, przerywając częściowo blokadę i tworząc na południe od Ładogi wąski korytarz o szerokości nie większej niż 12 km, w którym zbudowano linię kolejową, co znacząco zwiększyło dostawy zaopatrzenia do Leningradu. Korytarz ten znajdował się w zasięgu niemieckiej artylerii, przez co Armia Czerwona przeszła do kolejnej ofensywy – operacji „Polarna Gwiazda”. Odniosła ona częściowo sukces, ale blokady Leningradu nie udało się całkowicie przerwać.
Po zwycięstwie pod Stalingradem fronty Woroneski i Południowo-Zachodni przeszły do generalnej kontrofensywy na południowym odcinku frontu wschodniego z zamiarem wyzwolenia Charkowa i Zagłębia Donieckiego. Ofensywa radziecka groziła odcięciem całej Grupy Armii „A” znajdującej się na północnym Kaukazie. W tej sytuacji jej wojska zostały w większości natychmiast ewakuowane przez Rostów nad Donem na wschodnią Ukrainę, część jej sił wycofała się na Półwysep Tamański i Kubań. 8 lutego Armia Czerwona wyzwoliła Kursk, 14 lutego Rostów, a 16 lutego Charków. Siły radzieckie kontynuowały swoje natarcie w kierunku Dniepropetrowska i Zaporoża. Manstein, dowódca nowo sformowanej Grupy Armii „Południe”, specjalnie wycofywał swoje siły, aby skoncentrować je do kontrofensywy, która miała uderzyć na rozciągnięte flanki nacierających oddziałów radzieckich, otoczyć i zniszczyć je, a następnie odzyskać utracone tereny. 20 lutego Niemcy przeszli do kontrofensywy, która 15 marca odbiła Charków. Dalsze natarcie zostało uniemożliwione przez roztopy wiosenne i wyczerpanie jednostek niemieckich. Pod koniec marca front ustabilizował się od Biełgorodu do rzeki Mius. Odbicie Charkowa przez Niemców stworzyło duży występ w liniach niemieckich skoncentrowany wokół miasta Kursk.

### Bitwa na łuku kurskim
do 18 marca 1943
     do 1 sierpnia 1943

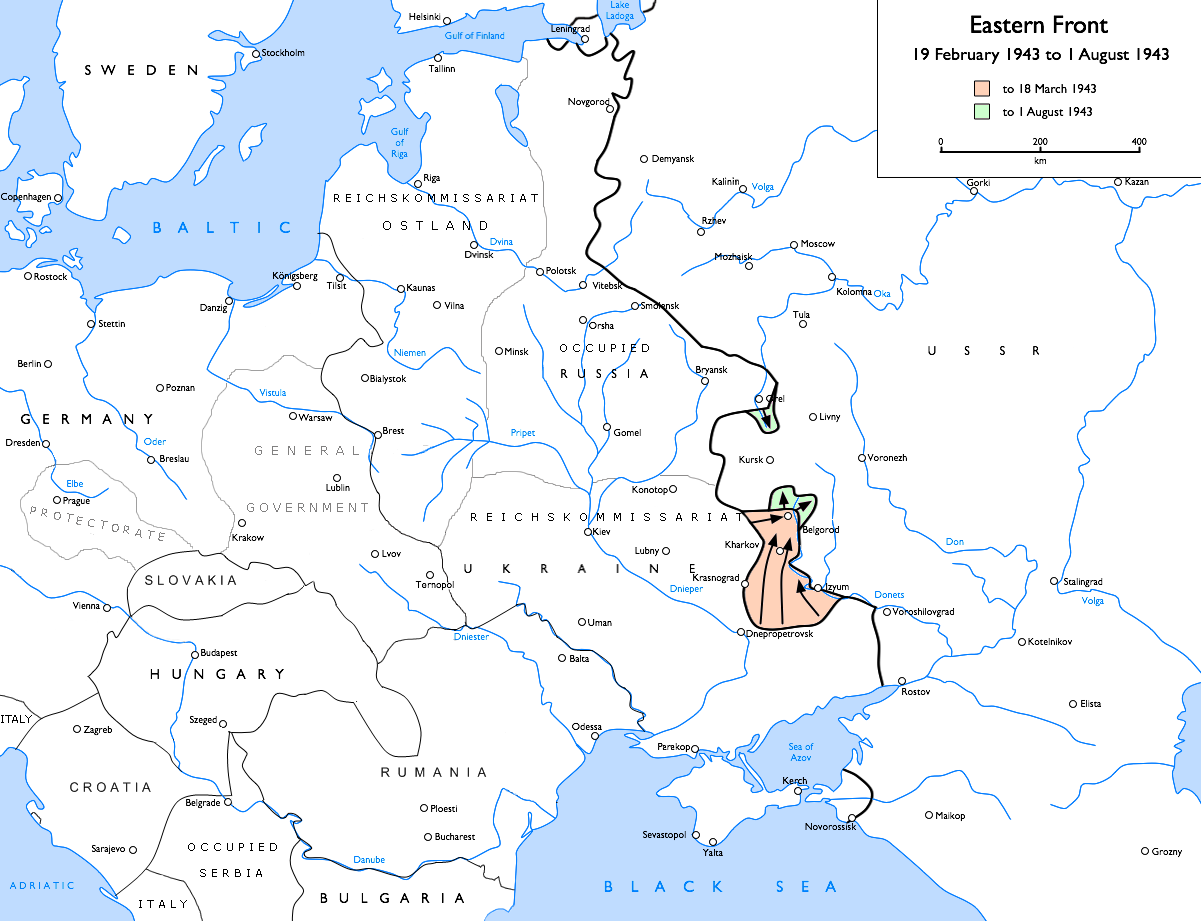
Niemiecka kontrofensywa pod Charkowem i ofensywa na Kursk:
do 18 marca 1943
do 1 sierpnia 1943

Wiosną 1943 roku Hitler i naczelne dowództwo Wehrmachtu rozpoczęli planowanie nowej letniej ofensywy na froncie wschodnim. Miejscem, w którym miała się rozpocząć niemiecka letnia ofensywa 1943 roku, zostało wybrane wybrzuszenie w rejonie miasta Kursk, które głęboko wbijało się w linie niemieckie. Niemiecki plan zakładał dwa jednoczesne uderzenia z północy i południa, które miały się spotkać na wschód od Kurska i okrążyć broniące się w wybrzuszeniu wojska radzieckie. Następnie miały one zostać zniszczone, co umożliwiłoby Niemcom odzyskanie inicjatywy strategicznej na froncie wschodnim po klęsce stalingradzkiej i skrócenie własnych linii. Główną rolę w ataku miały odegrać wojska pancerne, zreorganizowane i wzmocnione między innymi nowymi czołgami typów PzKpfw V Panther i PzKpfw VI Tiger.
Niemiecka ofensywa nie była zaskoczeniem dla Rosjan. Dowództwo Armii Czerwonej wiedziało o niemieckich planach dzięki raportom własnego i brytyjskiego wywiadu. Żukow i Wasilewski przekonali Stalina, że najlepszą strategią w nadchodzącej bitwie będzie zbudowanie głębokiej obrony, by odeprzeć niemiecki atak, a następnie samemu przejść do ofensywy. Wokół Kurska Armia Czerwona zbudowała osiem linii obronnych opartych na polach minowych, rowach przeciwczołgowych, okopach, zasiekach z drutu kolczastego i ukrytych stanowiskach artylerii przeciwpancernej. W północnej części wybrzuszenia kurskiego bronił się Front Centralny, a w południowej Front Woroneski. Na tyłach Rosjanie zgromadzili olbrzymie rezerwy strategiczne – Front Stepowy – który po zatrzymaniu niemieckiej ofensywy miał przejść do generalnej kontrofensywy. Aby utrzymać wszystko w ścisłej tajemnicy dowództwo radzieckie przeprowadziło wielką akcję maskującą wojsk w rejonie Kurska.

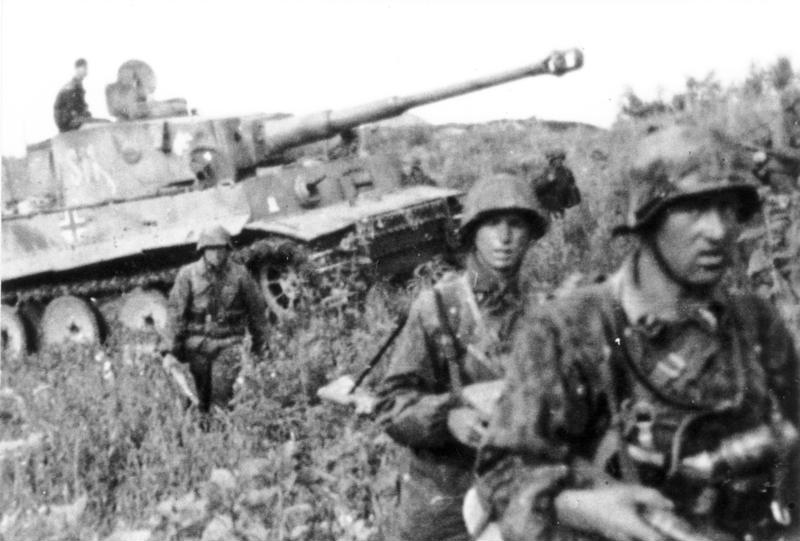
Żołnierze 2. Dywizji Pancernej SS „Das Reich” z czołgiem PzKpfw VI Tiger

Niemiecka ofensywa, operacja „Cytadela”, rozpoczęła się 5 lipca 1943 równoczesnym atakiem z północny i południa na łuk kurski. Na północy pierwszego dnia ofensywy niemiecka 9. Armia Grupy Armii „Środek” posunęła się prawie 10 km w głąb linii Frontu Centralnego na froncie szerokości 15 km. Podczas następnych kilku dni siły niemieckie kontynuowały swoje natarcie, przebijając się ponad 12 km w głąb obrony radzieckiej na zachód od wsi Ponyry. Większych postępów nie osiągnięto, obrona radziecka była zbyt silna, a Niemcy ponieśli ciężkie straty. Po zatrzymaniu niemieckiego natarcia 12 lipca fronty Zachodni i Briański przeszły do kontrofensywy w tym rejonie, rozpoczynając operację orłowską, mającą na celu zlikwidowanie wybrzuszenia orłowskiego na północ od wybrzuszenia kurskiego. Trzy dni później do natarcia przeszedł Front Centralny. Operacja orłowska była kompletnym zaskoczeniem dla Niemców. Niemcy szybko się przegrupowali i stawili zażarty opór, ale w obawie przed okrążeniem rozpoczęli oni odwrót. 5 sierpnia Front Briański wyzwolił Orzeł. 18 sierpnia wojska Armii Czerwonej przeszły do obrony po dotarciu do niemieckiej linii obronnej „Hagen” na wschód od Briańska.
Na południu natarcie niemieckie, prowadzone przez 4. Armię Pancerną Grupy Armii „Południe”, odniosło o wiele większe sukcesy. Już 6 lipca jednostki niemieckie przełamały drugą linię obrony wojsk Frontu Woroneskiego. Z powodu zaciekłego oporu Niemcy zostali późnym popołudniem 9 lipca zmuszeni do zmiany kierunku swojej ofensywy z północy w kierunku Obojania i dalej na Kursk na północny wschód w kierunku wsi Prochorowka. Tego samego dnia siły niemieckie rozpoczęły atak na ostatnią linię obrony wojsk radzieckich. Rosjanie stawili zaciekły opór, powstrzymując niemieckie próby przełamania. Rankiem 12 lipca rezerwowa 5. Gwardyjska Armia Pancerna Frontu Woroneskiego przeszła do kontrataku niedaleko wsi Prochorowka. Pomimo że jej kontratak został powstrzymany i nie udało się jej tym samym zniszczyć nacierających sił II Korpusu Pancernego SS 4. Armii Pancernej, to powstrzymał on Niemców od zdobycia Prochorowki i przełamania się przez radzieckie linie obronne. 13 lipca Hitler wydał rozkaz o przerwaniu operacji „Cytadela”. Na jego decyzję wpłynęły kontrofensywa Armii Czerwonej w rejonie Orła i zatrzymanie ofensywy pod Prochorowką. Manstein, dowódca Grupy Armii „Południe”, był przeciwny tej decyzji. Jego oddziały kontynuowały jeszcze ograniczone działania, ale do 23 lipca wycofały się one na pozycje wyjściowe sprzed operacji. 17 lipca fronty Południowo-Zachodni i Południowy rozpoczęły działania ofensywne na wschodnim skrzydle Grupy Armii „Południe” wzdłuż rzek Doniec i Mius na Zagłębie Donieckie, co odciągnęło uwagę Niemców od kierunku charkowskiego. 3 sierpnia fronty Woroneski i Stepowy przeszły do kontrofensywy na południu wybrzuszenia kurskiego, rozpoczynając operację biełgorodzko-charkowską. 5 sierpnia siły radzieckie wyzwoliły Biełgorod, a do 24 sierpnia, po ciężkich walkach w rejonie tego miasta, Front Stepowy wyzwolił Charków.
Operacja „Cytadela” była ostatnią większą operacją ofensywną Niemców podczas wojny. Z wyjątkiem lokalnych ofensyw Wehrmacht prowadził tylko działania obronne na froncie wschodnim do końca wojny. Po katastrofalnej klęsce pod Kurskiem inicjatywa strategiczna na froncie wschodnim przeszła całkowicie w ręce Armii Czerwonej i miała w nich pozostać aż do końca wojny.

### Jesień 1943–wiosna 1944 roku

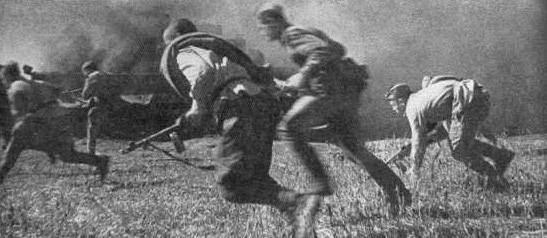
Armia Czerwona w natarciu w rejonie Dniepru, październik 1943

Po zwycięstwie w bitwie na łuku kurskim Armia Czerwona przeszła do generalnej kontrofensywy na południowym odcinku frontu wschodniego. Celem Armii Czerwonej było jak najszybsze dotarcie do Dniepru i sforsowanie tej rzeki, aby uniemożliwić Niemcom przegrupowanie się i zorganizowanie silnej obrony po drugiej stronie Dniepru. Skala i szybkość ofensywy Armii Czerwonej na wschodniej Ukrainie były tak wielkie, że 15 września Hitler rozkazał natychmiastowy odwrót Grupie Armii „Południe” za Dniepr. 22 września pierwsi żołnierze Frontu Woroneskiego przekroczyli Dniepr na południe od Kijowa. Wkrótce Armia Czerwona sforsowała rzekę w 40 różnych miejscach, ale większość tych przyczółków była za mała, by móc przeprowadzić z nich natarcie w głąb lądu. 26 września wojska Frontu Woroneskiego uchwyciły przyczółek pod Liuteżem, na północ od Kijowa. Między końcem października a początkiem listopada Front Woroneski przesunął na przyczółek liuteski olbrzymie siły, manewr ten dzięki udanej akcji maskującej nie został zauważony przez Niemców.
W tym samym czasie na południu, w dolnym zakolu Dniepru, Front Południowy odciął niemiecką 17. Armię na Krymie, która wcześniej została zmuszona do opuszczenia swoich pozycji na Kaukazie. Front Centralny osiągnął przełamanie na zachód od Kurska i w październiku zbliżył się do Homla na Białorusi. Trochę wcześniej, pod koniec września, na środkowym odcinku frontu wschodniego wojska frontów Zachodniego i Kalinińskiego wyzwoliły po ciężkich walkach Smoleńsk. Po zgromadzeniu swoich sił na przyczółku liuteskim Front Woroneski przystąpił do ofensywy z niego, okrążając i wyzwalając 6 listopada stolicę Ukrainy Kijów, na dzień przed rocznicą rewolucji październikowej. Jednostki frontu kontynuowały swoją ofensywę w głąb Ukrainy w kierunku Żytomierza i Korostenia. Przełamanie wojsk Frontu Woroneskiego na zachód od Kijowa wynosiło 150 km głębokości i 300 km szerokości.

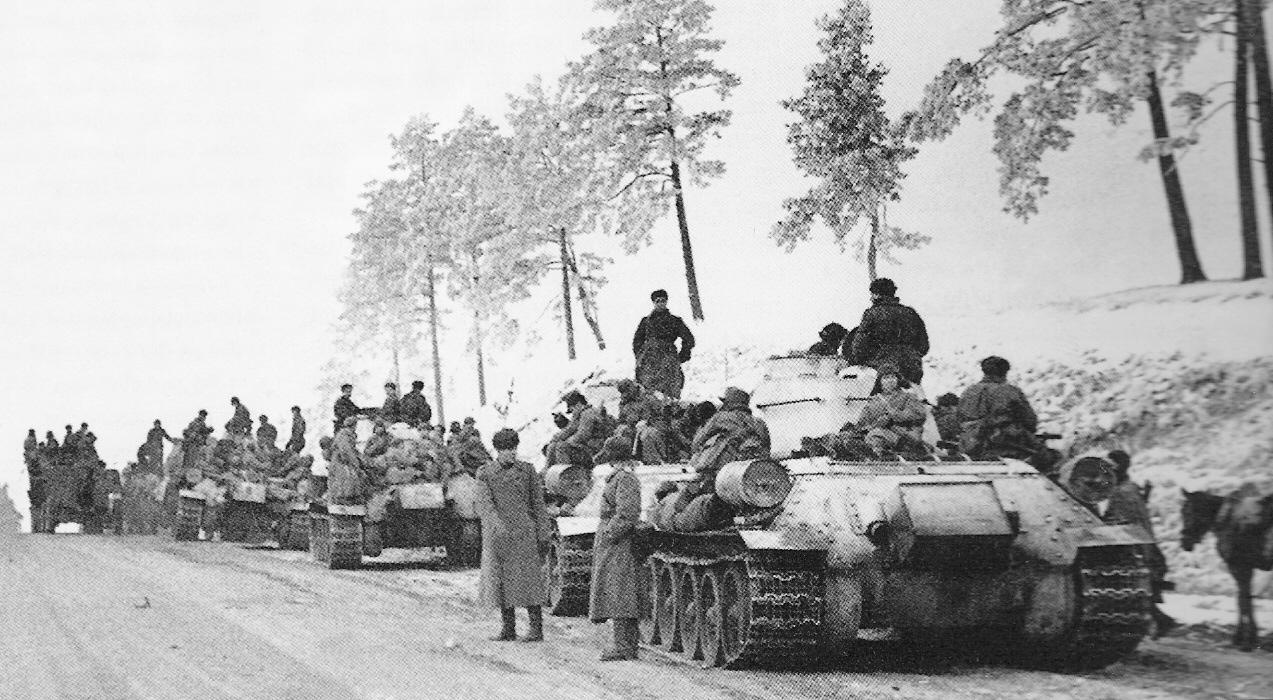
Radziecka kolumna pancerna podczas natarcia na Żytomierz zimą 1943–1944 roku

W nadziei na powtórzenie swojego sukcesu pod Charkowem w połowie listopada Manstein przeprowadził kontratak mający na celu odbicie Kijowa i otoczenie wojsk radzieckich koło Korostenia. Dwa korpusy pancerne przeprowadziły ataki flankowe na 1. Front Ukraiński (dawny Front Woroneski). Pomimo początkowych sukcesów i zmuszenia sił radzieckich do częściowego odwrotu natarcie Niemców zostało zatrzymane, a front ustabilizował się. Armia Czerwona przegrupowała się i podciągnęła rezerwy strategiczne, po czym 24 grudnia przeszła do ofensywy na prawobrzeżnej Ukrainie, na którą Niemcy byli kompletnie nieprzygotowani. Wojska 1. Frontu Ukraińskiego uderzyły w kierunku na Żytomierz i Berdyczów. Wkrótce potem 2. Front Ukraiński przeszedł do natarcia na południe od 1. Frontu Ukraińskiego. Oba fronty nacierały z olbrzymią szybkością, łamiąc opór wojsk niemieckich. Pod koniec stycznia wojska obu frontów spotkały się ze sobą na zachód od Korsunia Szewczenkowskiego, okrążając dwa niemieckie korpusy armijne. Manstein szybko zgromadził cztery dywizje pancerne, które miały wydostać okrążone oddziały. Walki w kotle korsuńskim były ciężkie i krwawe. 17 lutego otoczone siły niemieckie przeprowadziły próbę wyrwania się z kotła. Niemcom, przy bardzo ciężkich stratach, udało się uciec. Tylko tego dnia zginęło 20 000 niemieckich żołnierzy, a cały ciężki sprzęt został porzucony. Oba fronty ukraińskie wznowiły następnie swoje działania. W tym samym czasie 3. i 4. Front Ukraiński rozbiły lub zmusiły do odwrotu siły niemieckie w dolnym zakolu Dniepru.

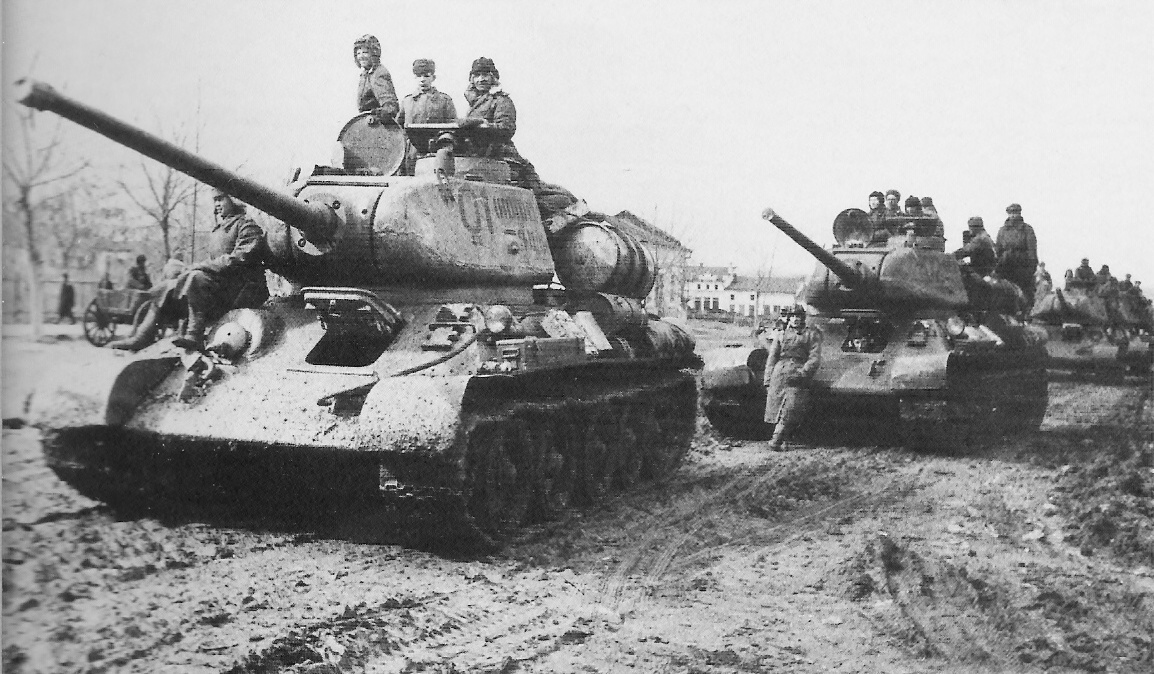
Radzieckie czołgi T-34 na stepach Ukrainy wiosną 1944

Na północnym odcinku frontu wschodniego Armia Czerwona także przystąpiła do ofensywy. 14 stycznia 1944 wojska frontów Leningradzkiego i Wołchowskiego, wspierane przez Flotę Bałtycką, rozpoczęły operację leningradzko-nowogrodzką, której celem było przerwanie blokady Leningradu. Już dwa dni wcześniej do działań odciągających w ramach tej samej operacji przystąpił 2. Front Nadbałtycki. Pod olbrzymim naporem wojsk radzieckich siły niemieckie zostały zmuszone do odwrotu. 27 stycznia, po prawie 900 dniach, oblężenie Leningradu zostało ostatecznie zniesione. Sowieci kontynuowali swoją ofensywę i do początku marca Niemcy zostali odrzuceni na 220–280 km od Leningradu mniej więcej na linię jeziora Pejpus. Na środkowym odcinku frontu wschodniego w pierwszych miesiącach 1944 roku panował względny spokój. Niemcy toczyli w tym czasie na Białorusi ciężkie walki z partyzantami, stosując terror i represje wobec radzieckiej ludności cywilnej.
     do 1 grudnia 1943
     do 30 kwietnia 1944
     do 19 sierpnia 1944
     do 31 grudnia 1944

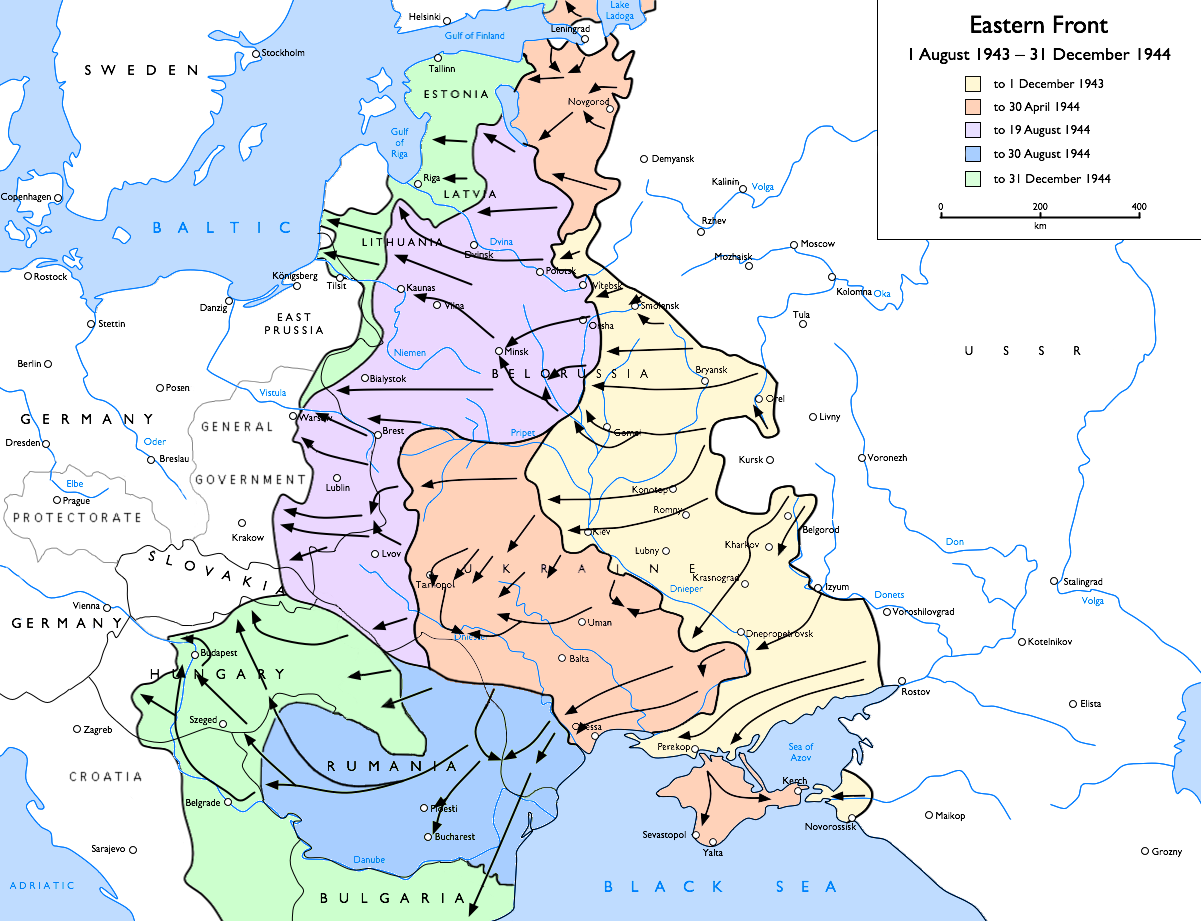
Radziecka ofensywa na zachód od sierpnia 1943 do grudnia 1944 roku:
do 1 grudnia 1943
do 30 kwietnia 1944
do 19 sierpnia 1944
do 31 grudnia 1944

Dowództwo niemieckie wraz z nadejściem wiosennych roztopów wykluczyło możliwość przeprowadzenia kolejnych wielkich operacji ofensywnych przez Armię Czerwoną na Ukrainie. Niemcy byli jednak w błędzie. 4, 5, 6 i 15 marca do nowych operacji ofensywnych na zachodniej i południowej Ukrainie przeszły odpowiednio 1., 2. i 3. Front Ukraiński oraz 2. Front Białoruski. 4. Front Ukraiński całkowicie się wtedy przestawił na przygotowania do operacji krymskiej. 31 marca oddziały 1. i 2. Frontu Ukraińskiego spotkały się ze sobą w pobliżu Chocimia na południe od niemieckiej 1. Armii Pancernej zamykając ją tym samym całkowicie w okrążeniu w rejonie Kamieńca Podolskiego. Po ciężkich walkach w okrążeniu udało się jej wyjść z kotła po połączeniu się 7 kwietnia z II Korpusem Pancernym SS w rejonie Buczacza. 8 kwietnia 4. Front Ukraiński, wspierany przez Flotę Czarnomorską, rozpoczął operację krymską, z celem wyzwolenia Krymu. Dwa dni później oddziały 3. Frontu Ukraińskiego wyzwoliły Odessę. Szybkie przełamanie obrony niemieckiej w północnej części Krymu przez 4. Front Ukraiński i we wschodniej części Krymu przez Samodzielną Armię Nadmorską, która tam wylądowała na przełomie października i listopada 1943, zmusiło Niemców do wycofania się do Sewastopola, wyzwolonego 9 maja 1944.

### Czerwiec–grudzień 1944 roku
Na lato 1944 roku Stawka zaplanowała ofensywę na ogromną skalę na północ od Prypeci z celem wyzwolenia Białorusi, otoczenia i rozbicia Grupy Armii „Środek”, a następnie kontynuowania ofensywy w głąb środkowej Polski w kierunku Warszawy i Lublina. Na południe od Prypeci inna operacja miała wyzwolić zachodnią Ukrainę z Lwowem i nacierać w głąb południowej Polski. Niemieckie dowództwo było przekonane, że Sowieci latem 1944 roku przeprowadzą ofensywę na północ od Leningradu przeciwko Finom i znowu uderzą na południu w kierunku południowej Polski i Bałkanów. Spowodowało to, że większość wojsk Grupy Armii „Środek” została przerzucona na południe, co poważnie ją osłabiło, podczas gdy Rosjanie zgromadzili naprzeciwko niej olbrzymie siły. W operacji białoruskiej (kryptonim „Bagration”) miało wziąć udział 1 670 000 żołnierzy, prawie 6000 czołgów i dział samobieżnych, ponad 30 000 dział artyleryjskich i moździerzy oraz ponad 7500 samolotów.

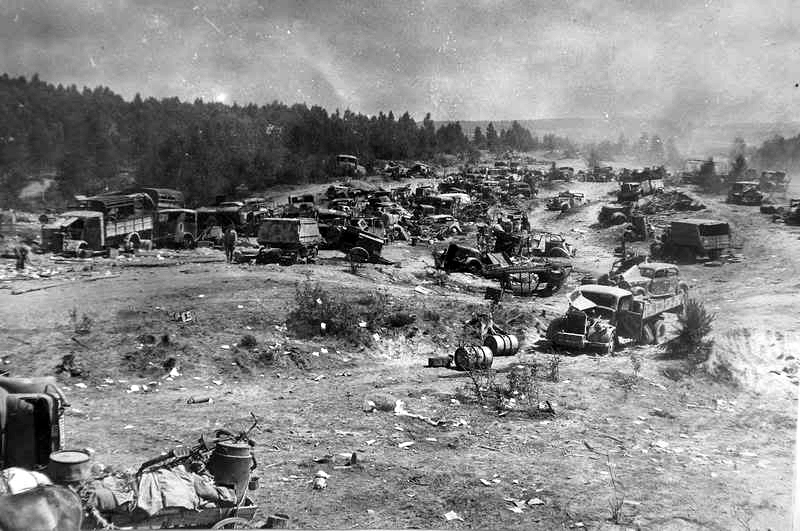
Porzucone niemieckie pojazdy na drodze niedaleko Bobrujska

22 czerwca 1944 roku oddziały 1. Frontu Nadbałtyckiego i 3. Frontu Białoruskiego przeprowadziły na swoich odcinkach rozpoznanie walką. Następnego dnia cztery fronty radzieckie – 1. Nadbałtycki, 3., 2. i 1. Białoruski – ruszyły jednocześnie do ataku. Wzdłuż całej szerokości frontu Armia Czerwona doprowadziła do przełamania niemieckich linii obronnych. W ciągu kilku dni nacierające fronty radzieckie okrążyły i rozbiły wojska niemieckie broniące Witebska, Orszy, Mohylewa i Bobrujska. Nacierające w zbieżnych kierunkach oddziały 3. i 1. Frontu Białoruskiego spotkały się w Mińsku wyzwalając to miasto 3 lipca i łapiąc w okrążeniu spore siły Grupy Armii „Środek”. Utworzony na wschód od miasta kocioł został zlikwidowany między 5 a 11 lipca. Wojska Armii Czerwonej kontynuowały natarcie i 13 lipca 3. Front Białoruski wyzwolił Wilno, 27 lipca 2. Front Białoruski wyzwolił Białystok, 24 lipca 1. Front Białoruski wyzwolił Lublin, a cztery dni później Brześć. Wraz z wyzwoleniem Lublina Rosjanie wyzwolili także obóz koncentracyjny Majdanek, odkrywając na miejscu ogromne zbrodnie popełnione przez okupantów niemieckich. 29 lipca jednostki 1. Frontu Białoruskiego zdobyły przyczółek na zachodnim brzegu Wisły w rejonie Dęblina, a 1 sierpnia kolejny przyczółek w pobliżu Magnuszewa. Do 29 sierpnia, oficjalnego dnia zakończenia operacji, oddziały radzieckie przesuwając się 600 km na zachód wyzwoliły całą Białoruś, większość Litwy i wschodnią część Polski.

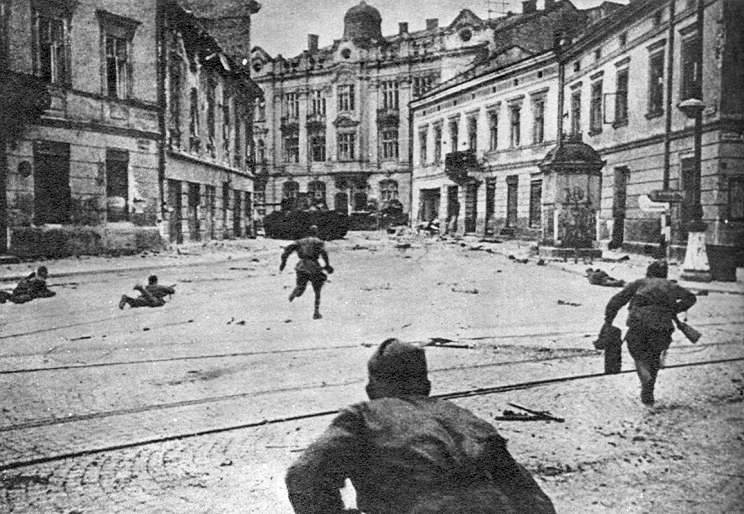
Czerwonoarmiści podczas walk ulicznych we Lwowie

Dzięki ogromnemu sukcesowi operacji „Bagration” 13 lipca 1. Front Ukraiński przeszedł do ofensywy na południu, rozpoczynając operację lwowsko-sandomierską na zachodniej Ukrainie. Napotykając początkowo wyjątkowo twardy i zaciekły opór ze strony niemieckiej już 15 lipca siły frontu przełamały drugi pas obrony nieprzyjaciela w rejonie miejscowości Kołtów. Dwie armie pancerne weszły w to przełamanie 16 i 17 lipca, rozszerzając wyrwę w niemieckich liniach. 18 lipca oddziały radzieckie zamknęły w okrążeniu zgrupowanie niemieckie w rejonie Brodów. Cztery dni później, odpierając zaciekłe kontrataki, zlikwidowano kocioł pod Brodami. Po eliminacji kotła pod Brodami 1. Front Ukraiński skoncentrował swoje wysiłki na Lwowie. Armie frontu podchodzące do miasta ze wszystkich stron, prawie go okrążając, wyzwoliły Lwów 27 lipca. 29 lipca wojska frontu sforsowały Wisłę na południe od Sandomierza, ustanawiając przyczółek na zachodnim brzegu rzeki pod Baranowem Sandomierskim. Walki o przyczółek sandomierski trwały do końca sierpnia, podczas których siły niemieckie podjęły z różnych kierunków kilka nieudanych prób zlikwidowania przyczółka.
Przed rozpoczęciem operacji „Bagration” 10 czerwca na Przesmyku Karelskim w rejonie Leningradu Front Leningradzki rozpoczął operację wyborsko-pietrozawodzką, 21 czerwca do natarcia na północ od Frontu Leningradzkiego przeszedł Front Karelski. Celem operacji było zmuszenie Finlandii do wyjścia z wojny i odzyskanie terenów zajętych podczas wojny zimowej. Oba fronty współdziałały z Flotą Bałtycką i Flotyllami Wojskowymi Oneską i Ładoską. 20 czerwca Front Leningradzki zdobył fiński Wyborg na Przesmyku Karelskim, kontynuując ograniczone działania do początku lipca. Z kolei do 9 sierpnia Front Karelski zdobył większą część Karelo-Fińskiej SRR z jej stolicą Pietrozawodskiem wyzwolonym 28 czerwca. Walki dobiegły końca i front ustabilizował się. 19 września Finlandia podpisała układ pokojowy ze Związkiem Radzieckim. Jednym z warunków było, aby wojska niemieckie opuściły terytorium Finlandii. Oddziały niemieckie nie wycofały się, co doprowadziło do walk między wojskami niemieckimi i fińskimi.

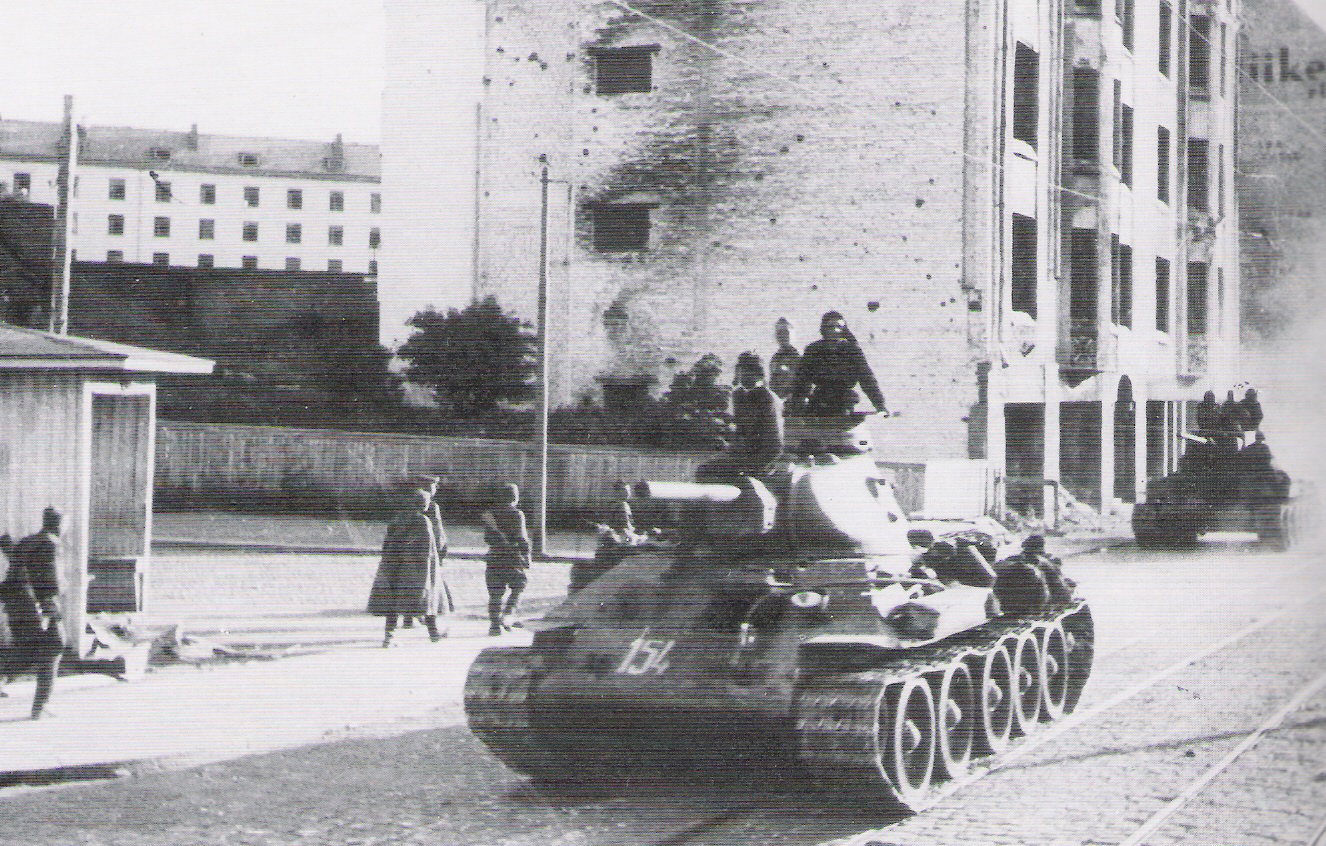
Czołgi Armii Czerwonej na ulicach wyzwolonego nadbałtyckiego miasta

Po olbrzymim sukcesie operacji „Bagration” Stawka zwróciła swoją uwagę na północ na państwa nadbałtyckie i na południe na Rumunię. 26 lipca Front Leningradzki wyzwolił Narwę nad Zatoką Fińską. 3. Front Nadbałtycki do 6 września wszedł na terytorium Estonii od południowego wschodu (zdobywając przy tym miasto Tartu) i wcześniej, pod koniec lipca, na terytorium Łotwy od północnego wschodu. 2. Front Nadbałtycki do końca sierpnia wszedł do Łotwy od południowego wschodu, wyzwalając przy tym miasto Madona. 31 lipca jednostki 1. Frontu Nadbałtyckiego dotarły do Zatoki Ryskiej w rejonie miejscowości Tukums przecinając połączenie lądowe między Grupą Armii „Północ” i Grupą Armii „Środek”. 16 sierpnia Niemcy rozpoczęli kontratak, który 21 sierpnia przywrócił kontakt lądowy między obydwiema grupami armii i umożliwił wycofanie części wojsk Grupy Armii „Północ” z państw nadbałtyckich. 14 września 1., 2. i 3. Front Nadbałtycki rozpoczęły operację nadbałtycką. Czwarty front, Leningradzki, przystąpił do ofensywy trzy dni później. Operacja była wspierana przez Flotę Bałtycką. 22 września Front Leningradzki zdobył stolicę Estonii Tallinn, a 15 października wspólne siły 2. i 3. Frontu Nadbałtyckiego zdobyły stolicę Łotwy Rygę. 11 października, w wyniku rozpoczętej sześć dni wcześniej operacji memelskiej, oddziały 1. Frontu Nadbałtyckiego zdobyły 35 kilometrowy odcinek brzegu Morza Bałtyckiego w rejonie Memelu i rozpoczęły walki o to miasto, odcinając tym samym na stałe Grupę Armii „Północ” od Grupy Armii „Środek”. Memel został zdobyty w styczniu 1945. Grupa Armii „Północ” wycofała się następnie na Półwysep Kurlandzki, gdzie poddała się dopiero 8 maja 1945 roku.

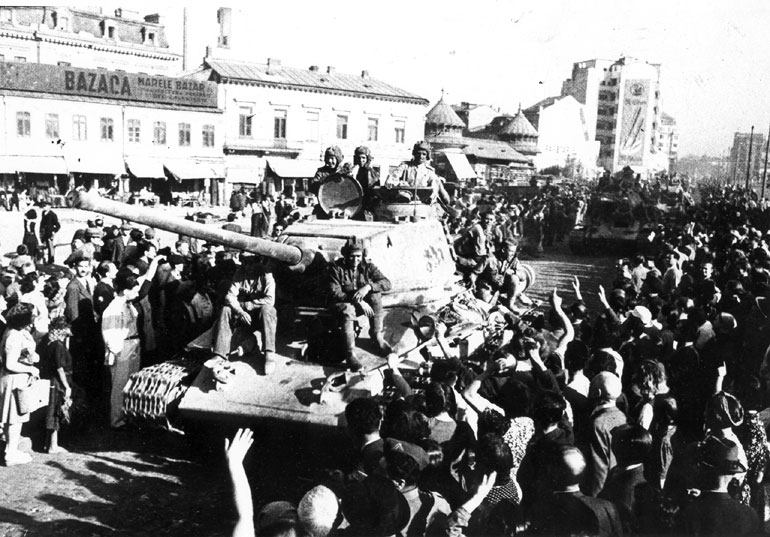
Mieszkańcy Bukaresztu witający wojska Armii Czerwonej

Na południu 20 sierpnia 1944 roku radzieckie 2. i 3. Front Ukraiński, we współdziałaniu z Flotą Czarnomorską, rozpoczęły operację jassko-kiszyniowską. Jej celem było zmuszenie Rumunii do wycofania się z wojny i zniszczenie wojsk Grupy Armii „Południowa Ukraina”. Już pierwszego dnia operacji rumuńskie oddziały dezerterowały i poddawały się bez walki, a 23 sierpnia siły radzieckie okrążyły duże zgrupowanie wojsk niemieckich w rejonie Kiszyniowa, które 27 sierpnia zostało rozbite. 23 sierpnia grupa powstańców obaliła proniemiecki rząd Rumunii, wstrzymała działania wojenne wobec Armii Czerwonej i rozpoczęła walkę z Niemcami. 30 sierpnia 2. Front Ukraiński wyzwolił Ploeszti i tamtejsze złoża ropy naftowej, a następnego dnia wyzwolił Bukareszt. Na początku września Bułgaria także zawarła pokój ze Związkiem Radzieckim i przystąpiła do wojny przeciwko Niemcom. 8 września oddziały 1. Frontu Ukraińskiego rozpoczęły operację wschodniokarpacką, dzień później do natarcia przeszedł 4. Front Ukraiński. Celem operacji było wsparcie słowackiego powstania narodowego, które wybuchło 29 sierpnia. Plan radziecki zakładał wykonanie głównego uderzenia w głąb Słowacji poprzez Przełęcz Dukielską w Karpatach. Wyjątkowo twardy opór wojsk niemieckich spowodował, że przełęcz zdobyto dopiero 6 października. Ofensywę kontynuowano do końca października, ale większych sukcesów nie osiągnięto poza wyzwoleniem Ukrainy Zakarpackiej i wejściem na tereny wschodniej Słowacji. Powstanie słowackie upadło pod koniec tego samego miesiąca.
28 września wspólne siły 3. Frontu Ukraińskiego, Narodowej Armii Wyzwolenia Jugosławii i armii bułgarskiej rozpoczęły operację belgradzką. Przełamały one bez większych trudności niemiecką obronę wyzwalając wschodnią i południową część Serbii w drodze na Belgrad. 14 października oddziały radzieckie i jugosłowiańskie przystąpiły do szturmu miasta wyzwalając je sześć dni później, kończąc tym samym operację. Trochę bardziej na północy, w zachodniej Rumunii, 6 października 2. Front Ukraiński rozpoczął operację debreczyńską z zamiarem rozwinięcia ofensywy w głąb Węgier. 20 października wojska tego frontu zdobyły Debreczyn. Do 28 października 2. Front Ukraiński sforsował lub wyszedł na wschodni brzeg rzeki Cisy, co kończyło operację. Podczas operacji wyzwolono północną część Transylwanii i znaczną część Węgier, zajmując dobre pozycje do uderzenia na Budapeszt. Dzień po rozpoczęciu operacji debreczyńskiej, 7 października, na Dalekiej Północy za kołem podbiegunowym wojska Frontu Karelskiego we współdziałaniu z Flotą Północną rozpoczęły operację petsamsko-kirkeneską. Wojska radzieckie bez większych trudności przełamały niemieckie pozycje obronne i 15 października zdobyły Peczengę (Petsamo), wychodząc 22 października nad granicę z Norwegią. Front Karelski kontynuował ofensywę i 25 października wyzwolił Kirkenes, kończąc operację cztery dni później. W dniu zakończenia operacji petsamsko-kirkeneskiej 2. Front Ukraiński przystąpił do operacji budapesztańskiej. Próby zdobycia Budapesztu siłami jednego frontu do 10 grudnia zakończyły się porażką z powodu zaciekłego oporu wojsk niemiecko-węgierskich. W tej sytuacji Stawka zadecydowała 12 grudnia, by w otoczeniu i zlikwidowaniu wojsk broniących Budapesztu wzięły także udział siły 3. Frontu Ukraińskiego, którego 57. Armia do 9 grudnia wyszła w okolice jeziora Balaton na południowy zachód od Budapesztu. 20 grudnia oba fronty przystąpiły do natarcia, 2. Front na północ od Budapesztu, a 3. Front na południe od miasta, spotykając się ze sobą 26 grudnia w Esztergomie na północny zachód od Budapesztu zamykając tym samym pierścień okrążenia wokół stolicy Węgier.

### Styczeń–marzec 1945 roku
do 30 marca 1945
     do 11 maja 1945

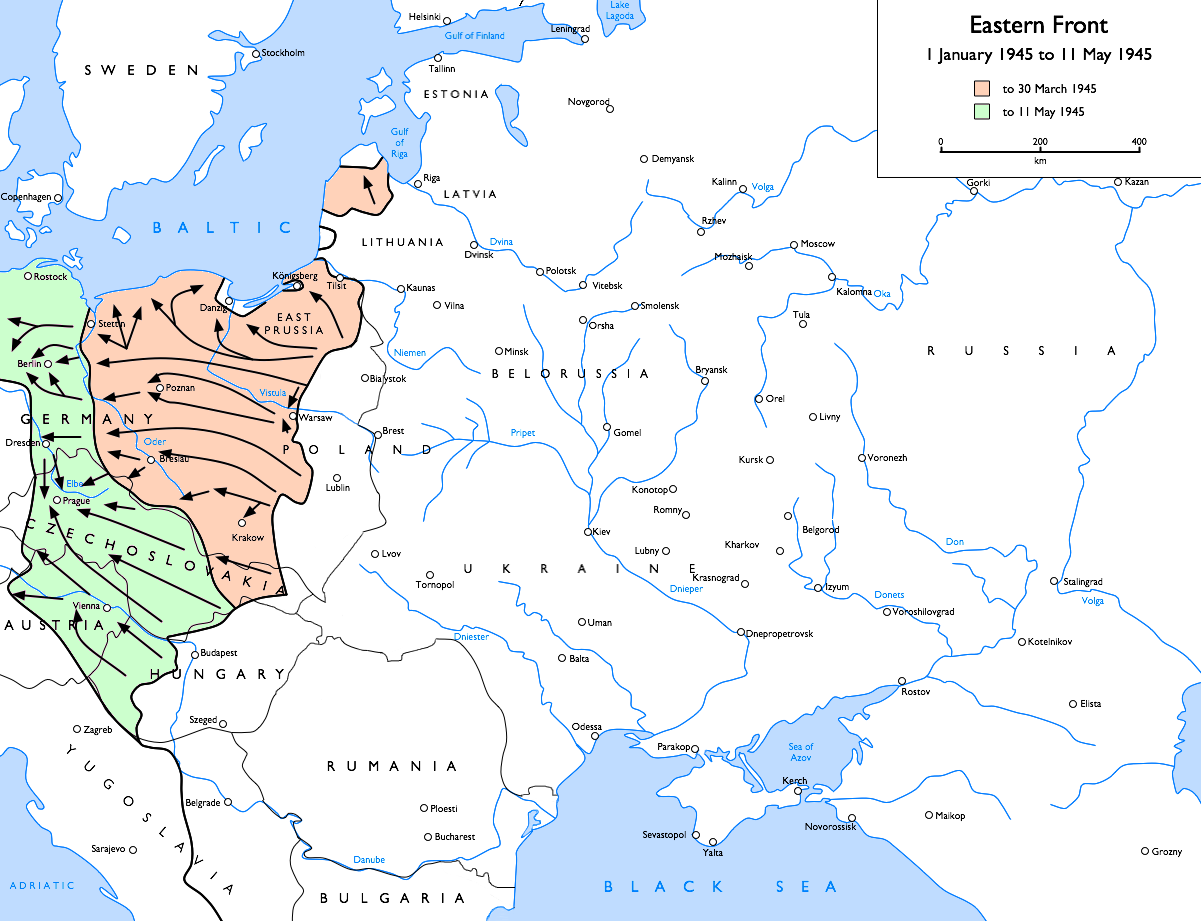
Ofensywa Armii Czerwonej od stycznia do maja 1945 roku:
do 30 marca 1945
do 11 maja 1945

Na początek 1945 roku Stawka zaplanowała nową potężną operację ofensywną w środkowej Polsce w kierunku Berlina. Miała ona się rozpocząć z trzech przyczółków mostowych ustanowionych latem 1944 roku na zachodnim brzegu Wisły – jednego dużego w rejonie Baranowa Sandomierskiego w sektorze 1. Frontu Ukraińskiego marsz. Iwana Koniewa i dwóch mniejszych w rejonie Puław i Magnuszewa w sektorze 1. Frontu Białoruskiego marsz. Gieorgija Żukowa. Wzdłuż frontu szerokości 650 km Armia Czerwona miała przeprowadzić cztery potężne uderzenia w kierunku Königsberga, Gdańska, Poznania i Wrocławia.

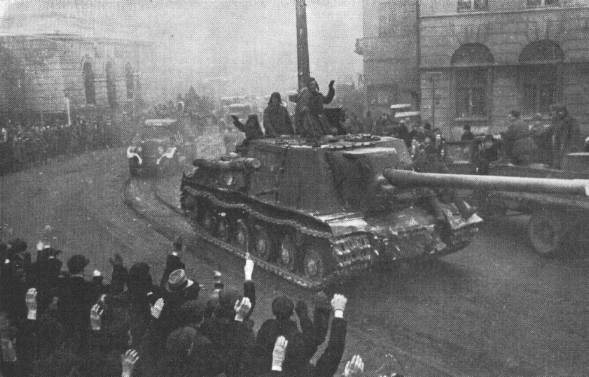
Działo samobieżne ISU-122 na ulicach wyzwolonej Łodzi

12 stycznia 1945 roku rozpoczęła się operacja wiślańsko-odrzańska. Tego dnia wojska 1. Frontu Ukraińskiego uderzyły na pozycje niemieckie z przyczółka pod Baranowem Sandomierskim. Olbrzymia siła radzieckiego uderzenia przełamała niemieckie linie obronne, zmuszając wojska niemieckie do natychmiastowego odwrotu. 19 stycznia wojska Koniewa wyzwoliły bez walk Kraków, a następnie kontynuowały natarcie w kierunku Śląska. 14 stycznia do natarcia przeszły wojska Żukowa, wyzwalając 17 stycznia Warszawę. Oddziały Armii Czerwonej kontynuowały swoje natarcie docierając w krótkim czasie do Odry. 27 stycznia żołnierze 1. Frontu Ukraińskiego wyzwolili obóz koncentracyjny Auschwitz. W swoim natarciu na Odrę wojska Żukowa ominęły silnie broniony Poznań, łapiąc jego garnizon w okrążeniu. Poznań został wyzwolony dopiero 22 lutego po ciężkich i krwawych walkach ulicznych. Na początku lutego front Żukowa zdobył kilka przyczółków na zachodnim brzegu Odry na południe od Kostrzyna nad Odrą, które szybko zostały ze sobą połączone, kończąc tym samym operację wiślańsko-odrzańską. 16 lutego wojska niemieckie kontratakowały z rejonu Stargardu mając na celu odcięcie wojsk 1. Frontu Białoruskiego na przyczółku pod Kostrzynem. Z powodu fatalnych warunków atmosferycznych i braku amunicji oraz paliwa kontratak niemiecki został powstrzymany już po dwóch dniach.
13 stycznia wojska 2. i 3. Frontu Białoruskiego oraz 1. Frontu Nadbałtyckiego przeszły do natarcia na Prusy Wschodnie. Zadaniem 2. Frontu Białoruskiego było m.in. osłanianie prawej flanki wojsk 1. Frontu Białoruskiego podczas jego natarcia w głąb Polski. Napotykając początkowo twardy opór 23 stycznia wojska 2. Frontu Białoruskiego prawie całkowicie odcięły Prusy Wschodnie od reszty wojsk niemieckich po dotarciu do Zalewu Wiślanego na północ od Elbląga. Na początku lutego otoczone zostały siły niemieckie w kilku kotłach w rejonie Zatoki Gdańskiej. Główny punkt oporu w Prusach Wschodnich, Königsberg, został zdobyty przez wojska 3. Frontu Białoruskiego 9 kwietnia 1945 po kilku dniach ciężkich i krwawych walk ulicznych.
Przed uderzeniem na Berlin Żukow otrzymał rozkaz zlikwidowania wojsk niemieckich na Pomorzu, aby zabezpieczyć swoją prawą flankę. W tym zadaniu miał mu pomóc 2. Front Białoruski, który do natarcia przystąpił 24 lutego, a wojska Żukowa tydzień później atakiem prosto na północ w kierunku wybrzeża na wschód od Szczecina. Siły radzieckie rozcięły wojska niemieckie na Pomorzu na kilka odizolowanych zgrupowań. 18 marca ostatni niemieccy żołnierze zostali ewakuowani drogą morską z Kołobrzegu. Po kilku dniach ciężkich walk ulicznych 28 marca oddziały 2. Frontu Białoruskiego wyzwoliły Gdynię, a 30 marca Gdańsk.

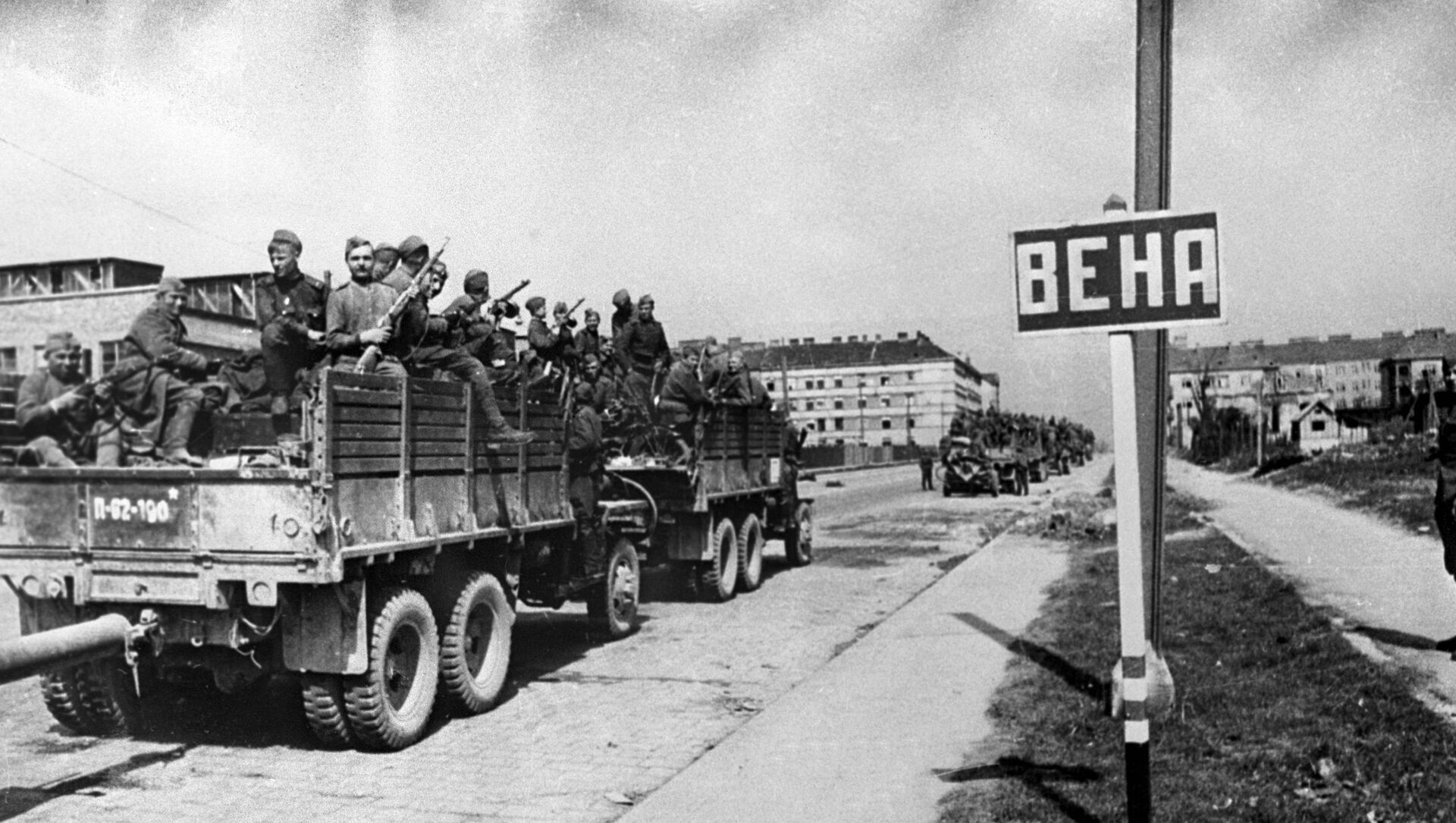
Wojska Armii Czerwonej wjeżdżające do Wiednia

Na południu 8 lutego 1. Front Ukraiński rozpoczął operację dolnośląską z celem zajęcia Śląska na zachód od Odry i osiągnięcia Nysy Łużyckiej, by wyrównać linię z 1. Frontem Białoruskim w przygotowaniach do uderzenia na Berlin. Podczas operacji żołnierze 1. Frontu Ukraińskiego 15 lutego otoczyli silnie broniony Wrocław, którego garnizon wytrwał w oblężeniu aż do 6 maja. Pod koniec lutego wojska Koniewa opanowały 90-kilometrowy odcinek Nysy Łużyckiej na południe od jej połączenia z Odrą, 90 km na południowy wschód od Berlina.
Na Węgrzech trwało oblężenie Budapesztu. W styczniu 1945 wojska niemieckie przeprowadziły trzy nieudane uderzenia mające na celu przerwanie pierścienia okrążenia. Siły niemiecko-węgierskie broniące miasta skapitulowały 13 lutego po krwawych i ciężkich walkach ulicznych. Przesunięta z Ardenów 6. Armia Pancerna SS otrzymała rozkaz przeprowadzenia kontrataku w rejonie jeziora Balaton. Celem było odbicie Budapesztu, zabezpieczenie pól naftowych w rejonie Nagykanizsy i zniszczenie wojsk 3. Frontu Ukraińskiego między Balatonem a Dunajem. Operacja „Frühlingserwachen” rozpoczęła się 6 marca i pomimo początkowych sukcesów została powstrzymana do 15 marca, przy ciężkich stratach dla strony niemieckiej. Po odparciu operacji „Frühlingserwachen” oddziały 2. i 3. Frontu Ukraińskiego przystąpiły do własnej ofensywy w kierunku Wiednia, łamiąc po drodze opór wojsk niemieckich bez większych trudności. Pod koniec marca przekroczyły one granicę austriacko-węgierską i 13 kwietnia, po okrążeniu i zaciekłych walkach ulicznych, zdobyły Wiedeń. Siły Armii Czerwonej kontynuowały następnie uderzenie w głąb Austrii i skierowały się na północ w przygotowaniach do uderzenia na Pragę.

### Kwiecień–maj 1945 roku
Po zlikwidowaniu wojsk niemieckich na Pomorzu i Śląsku oddziały Armii Czerwonej stojące wzdłuż Odry i Nysy Łużyckiej rozpoczęły przygotowania do ostatecznego uderzenia na Berlin. 1. Front Białoruski, zajmujący pozycje na środkowym odcinku Odry, miał uderzyć prosto na zachód i zająć miasto. Znajdujący się na południe od niego wzdłuż Nysy Łużyckiej 1. Front Ukraiński miał zniszczyć wojska niemieckie na południe od Berlina, by uniemożliwić ich przesunięcie na pomoc Berlinowi, a następnie uderzyć na samo miasto od południa i częścią sił atakować na zachód w głąb Niemiec. 2. Front Białoruski, na północ od 1. Frontu Białoruskiego, miał uderzyć cztery dni po rozpoczęciu ofensywy przez fronty Żukowa i Koniewa i zająć Meklemburgię, uniemożliwiając przesunięcie wojsk z północy na pomoc Berlinowi. Siły przeznaczone do operacji były olbrzymich rozmiarów – 2 500 000 żołnierzy, 41 600 dział artyleryjskich i moździerzy, 6250 czołgów i dział samobieżnych oraz 7500 samolotów.

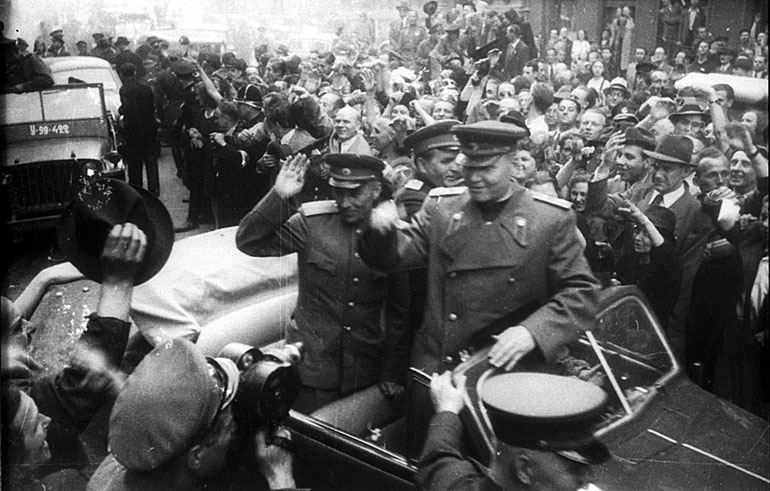
Marszałek Iwan Koniew w wyzwolonej Pradze

Operacja berlińska rozpoczęła się 16 kwietnia uderzeniem 1. Frontu Białoruskiego i 1. Frontu Ukraińskiego na swoich odcinkach. Po kilku dniach oddziały obu frontów przerwały niemieckie linie obronne wzdłuż Odry i Nysy Łużyckiej, m.in. 1. Front Białoruski stoczył zażarte walki o wzgórza Seelow zdobyte 18 kwietnia, i kontynuowały natarcie na stolicę III Rzeszy. 25 kwietnia Berlin został okrążony po tym, jak jednostki obu frontów spotkały się ze sobą pod Ketzin, na północny zachód od Poczdamu. Jednostki 1. Frontu Białoruskiego i 1. Frontu Ukraińskiego przystąpiły wtedy do ostatecznego szturmu Berlina. Tego samego dnia w rejonie Torgau nad Łabą spotkały się oddziały Armii Czerwonej i armii amerykańskiej, przecinając Niemcy na dwie części. W tym samym czasie na północ od Berlina 2. Front Białoruski kontynuował swoje natarcie w głąb Meklemburgii zmuszając broniące się tam oddziały niemieckie do natychmiastowego odwrotu. Po kilku dniach zaciekłych walk ulicznych Sowieci dotarli do Reichstagu, którego szturm rozpoczęli żołnierze 1. Frontu Białoruskiego rankiem 30 kwietnia. Tego samego dnia Hitler popełnił samobójstwo. Garnizon berliński skapitulował ostatecznie 2 maja; tego dnia żołnierze radzieccy zawiesili flagę ZSRR na dachu Kancelarii Rzeszy i na Reichstagu. 7 maja w Reims Niemcy podpisali akt bezwarunkowej kapitulacji III Rzeszy. Na prośbę Rosjan ceremonia ta została powtórzona w Berlinie następnego dnia. Według czasu moskiewskiego weszła ona w życie 9 maja. Tego samego dnia 1. Front Ukraiński wyzwolił Pragę, ale niektóre oddziały niemieckie w Czechosłowacji stawiały opór do 11 maja.

## Okupacja niemiecka

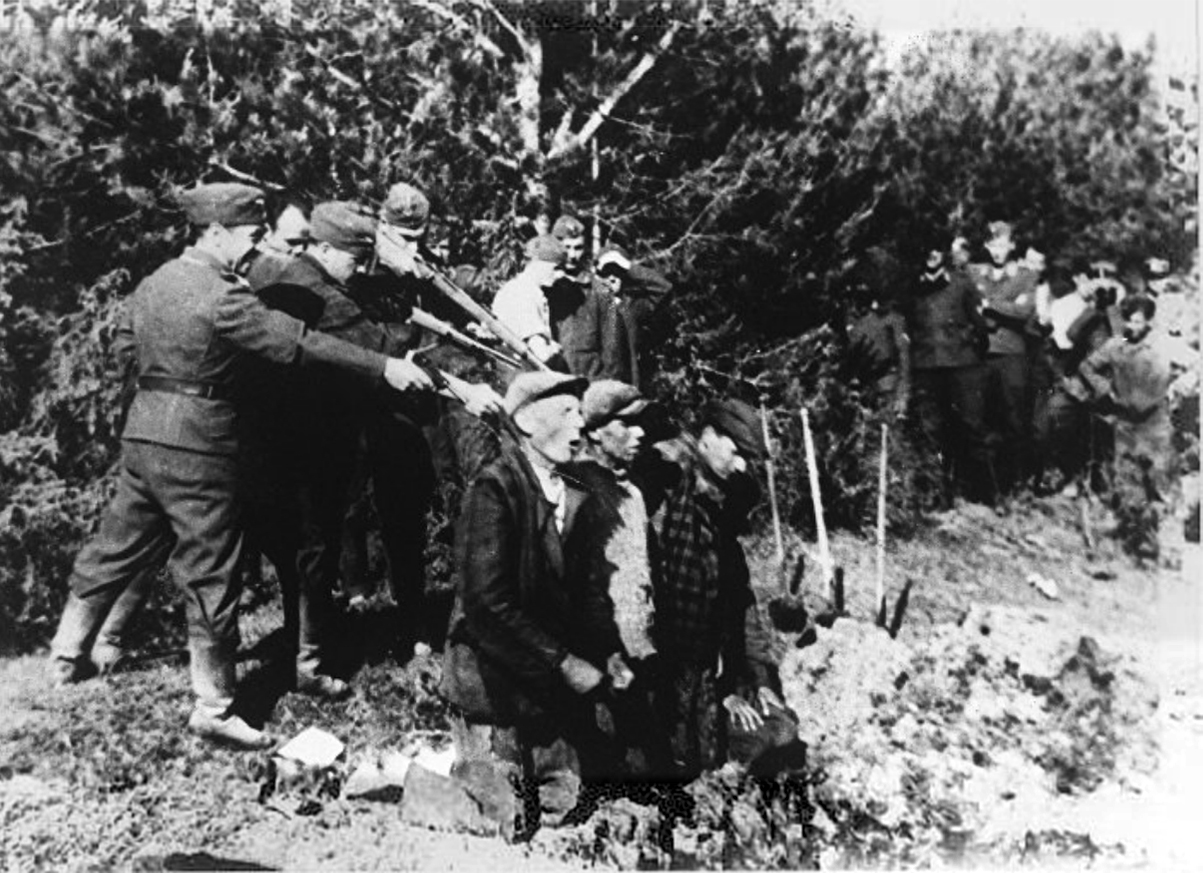
Egzekucja radzieckich cywili przez Einsatzgruppen

Okupacja podbitych terenów Związku Radzieckiego już od samego początku wojny odznaczała się olbrzymią brutalnością i okrucieństwem ze strony okupantów niemieckich. Początkowo część ludności cywilnej, w szczególności w państwach nadbałtyckich i na zachodniej Ukrainie, przyjmowała Niemców jako wyzwolicieli spod terroru stalinowskiego. Oficerowie Abwehry uważali, że Wehrmacht powinien rekrutować Ukraińców do walki przeciwko Armii Czerwonej. Hitler się temu natychmiast sprzeciwił, twierdząc że nie chciał on uzbrajać słowiańskich „podludzi”. Większość dowódców Wehrmachtu także nie była zainteresowana współpracą z miejscową ludnością ani pozyskaniem ich do walki przeciwko Armii Czerwonej, postrzegając ich jako ludzi brudnych, nieuczciwych, gorszych rasowo i prawdopodobnie wrogo usposobionych. W późniejszym okresie wojny armia i SS zignorowały zakaz Hitlera oraz swoje rasistowskie poglądy i zaczęły rekrutować ukraińskich ochotników.

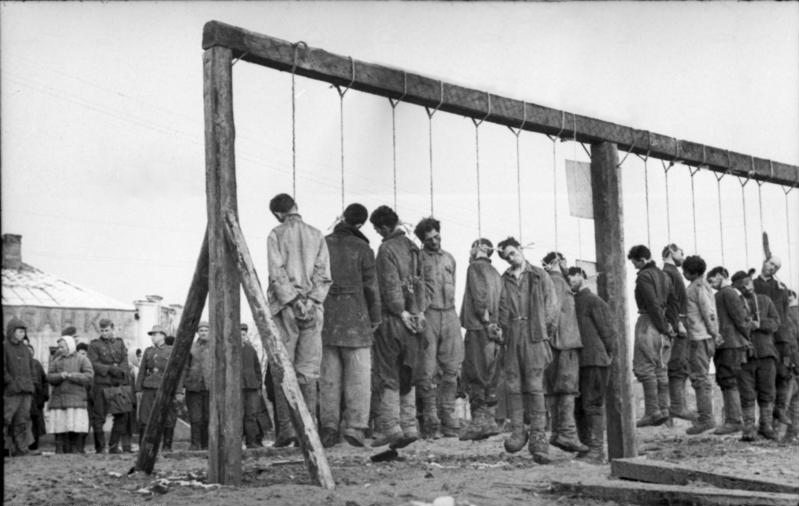
Powieszeni partyzanci radzieccy w styczniu 1943 roku

Wychodząc z założenia, że jedynym sposobem powstrzymania lub wyeliminowania oporu wobec okupacji niemieckiej było zastosowanie maksymalnej brutalności Niemcy stosowali terror na masową skalę, w tym rekwizycje żywności, znęcanie się nad jeńcami wojennymi, deportacje na roboty przymusowe oraz masowe aresztowania i egzekucje. Wszystkie te działania osiągnęły skutki dokładne odwrotne – tylko wzmagały one radziecki opór. Wojska okupacyjne rekwirowały większość żywności, którą mogły znaleźć, na potrzeby armii i ludności cywilnej Niemiec, pozostawiając większości ludności miejscowej niewielkie lub żadne zapasy, co skazywało ją na śmierć z głodu. Historycy nie są zgodni co do dokładnej liczby ofiar, ale podczas samej zimy 1941–1942 roku setki tysięcy, prawdopodobnie miliony, radzieckich cywilów zmarło z powodu głodu. Niemiecka polityka okupacyjna pod względem rekwizycji i eksploatacji okupowanych terenów nigdy się nie zmieniła. Doszło do dyskusji w niemieckim kierownictwie, w której z jednej strony popierano maksymalną eksploatację okupowanych terytoriów, z drugiej strony chciano pozyskać pomoc od ludności radzieckiej. Osiągnięto pewien kompromis, ale arogancja i brutalność Niemców nigdy nie znikły. Nigdy nie rozważali oni ograniczenia rekwizycji w jakimkolwiek sensownym rozmiarze, ani nigdy nie próbowali oni realistycznie odwołać się do politycznych lub gospodarczych aspiracji ludności okupowanych terenów. W 1942 roku Niemcy złagodzili w pewnym stopniu rekwizycje żywności, ale jednocześnie rozpoczęli masowe deportacje na roboty przymusowe na miejscu, jak i w Niemczech. Rozrastanie się i zwiększająca się działalność radzieckiej partyzantki spowodowały wydanie przez najwyższe kierownictwo niemieckie szeregu rozkazów nakazujących bezlitosne działania i terror, by zlikwidować wszelkie grupy partyzanckie. To z kolei przełożyło się na stosowanie masowych represji wobec radzieckiej ludności cywilnej. Niemcy domagali się informacji o partyzantach i karali wszystkich podejrzanych o ich wspomaganie. Niemcy, stosując taktykę zbiorowej odpowiedzialności, palili wioski położone w rejonach, gdzie miał miejsce atak partyzantów, a ich mieszkańców rozstrzeliwali.

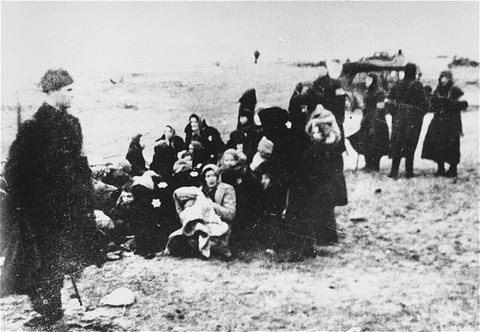
Łotewski oddział kolaborancki gromadzący Żydów przed egzekucją w Lipawie w grudniu 1941

Przed inwazją na Związek Radziecki Niemcy zorganizowali cztery Einsatzgruppen oznaczone literami od A do D. Einsatzgruppe A, licząca około 990 ludzi, działała na obszarze państw nadbałtyckich podążając za jednostkami Grupy Armii „Północ”. Einsatzgruppe B działała na terenie Białorusi, podążając za Grupą Armii „Środek”, i liczyła około 650 ludzi. Einsatzgruppe C działała na tyłach Grupy Armii „Południe” na Ukrainie. Liczyła ona około 700 ludzi. Ostatnia, Einsatzgruppe D, mająca około 600 ludzi, operowała na terenach Besarabii, południowej Ukrainy i Krymu, podążając za siłami niemieckiej 11. Armii i wspomagającymi je wojskami rumuńskimi. Zadaniami Einsatzgruppen były likwidowanie komisarzy politycznych Armii Czerwonej, Żydów, komunistów i innych „niepożądanych” osób. Einsatzgruppen rozpoczęły systematyczne mordowanie Żydów na wszystkich okupowanych terenach Związku Radzieckiego. Zdecydowana większość ich ofiar była Żydami, ponieważ Niemcy wychodzili z założenia, że Żydzi byli powiązani z komunistami i ruchem partyzanckim.

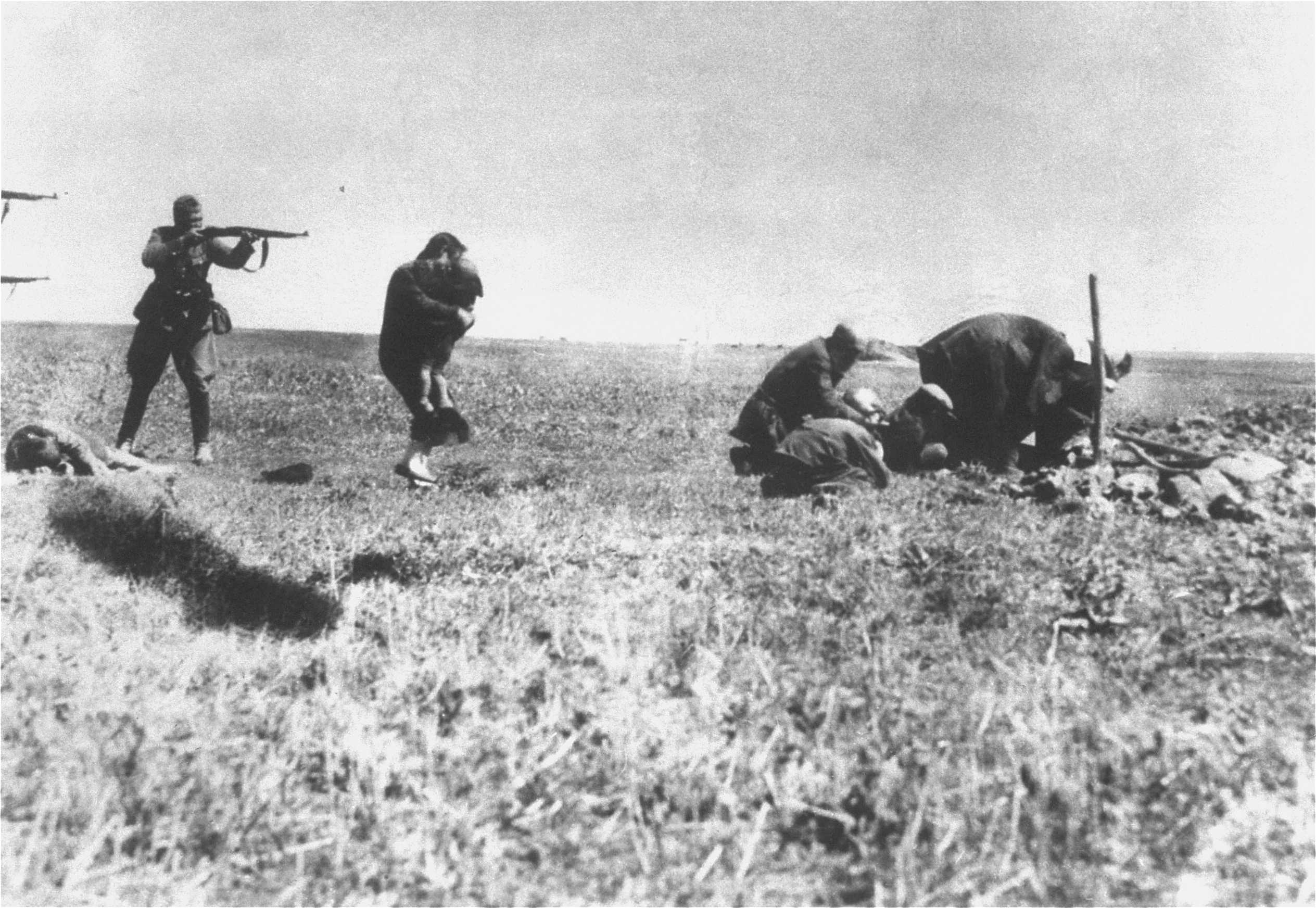
Einsatzgruppen rozstrzeliwujące Żydów niedaleko Iwanhorodu w 1942

Einsatzgruppen przeprowadziło olbrzymią liczbę mniejszych lub większych masowych egzekucji ludności żydowskiej, początkowo mordując głównie młodych mężczyzn, potem także kobiety, dzieci i starców. Do największych masakr przeprowadzonych przez Einsatzgruppen zaliczane są wymordowanie 23 600 Żydów w Kamieńcu Podolskim między 28 i 31 sierpnia 1941 roku, wymordowanie 33 771 Żydów w wąwozie Babi Jar niedaleko Kijowa między 29 i 30 września 1941 i wymordowanie 26 tysięcy Żydów z getta ryskiego w okresie od 30 listopada do 8 grudnia 1941. Z powodu silnych nastrojów antysemickich w egzekucjach ludności żydowskiej bardzo często towarzyszyły kolaboranckie oddziały nacjonalistów ukraińskich, litewskich, łotewskich i estońskich. Wskazywały one ofiary, dokonywały aresztowań i eskortowały ujętych na miejsca egzekucji. W bardzo wielu przypadkach uczestniczyły one w mordowaniu Żydów lub wykonywały egzekucje na własną rękę. Działo się to przy pełnej wiedzy i współpracy ze strony dowódców Wehrmachtu. Wehrmacht pomagał w tych ludobójczych akcjach, dostarczając zaopatrzenie, transport i wsparcie oddziałom egzekucyjnym. Oddziały armii wskazywały i oznaczały Żydów, pilnowały i gromadziły ich oraz otaczały kordonem miejsca egzekucji. W wielu przypadkach brały one także bezpośredni udział w nich. Do czasu zakończenia drugiej fali morderstw i egzekucji, która miała miejsce w 1942, Einsatzgruppen, Orpo, Waffen-SS i Wehrmacht, z pomocą wojsk sojuszniczych i oddziałów kolaborantów ukraińskich i z państw nadbałtyckich, rozstrzelały 1 500 000 ludzi, w większości Żydów, ale także komunistów, partyzantów, jeńców wojennych, ludzi niepełnosprawnych i chorych psychicznie.
Masowe mordy Einsatzgruppen i innych oddziałów niemieckich, sojuszniczych i kolaboranckich miały kluczowy wpływ na eksterminację europejskich Żydów przez Niemców. „Akcje” oddziałów egzekucyjnych pokazały Niemcom, że były one metodą zbyt powolną i jawną oraz uciążliwą dla egzekutorów. Dlatego Niemcy zaczęli rozważać inne metody masowego mordowania w ich planie „ostatecznego rozwiązania kwestii żydowskiej”. Do końca 1941 wszystkie cztery Einsatzgruppen używały ruchomych komór gazowych na ciężarówkach, które później były używane w obozach zagłady budowanych od końca 1941 i od początku 1942 (obóz zagłady w Chełmnie nad Nerem działał już od 8 grudnia 1941).

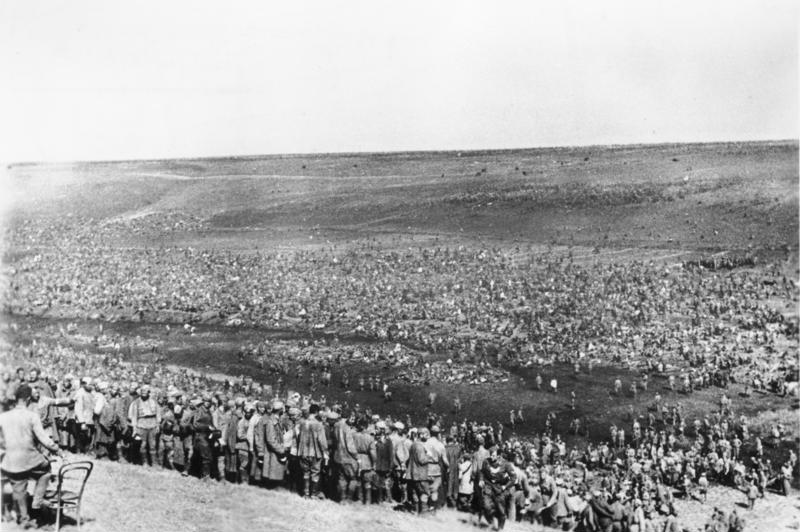
Radzieccy jeńcy w prowizorycznym obozie jenieckim w sierpniu 1942

Katastrofalny był także los wziętych do niewoli żołnierzy Armii Czerwonej. Swoje okrutne traktowanie radzieckich jeńców wojennych Niemcy tłumaczyli tym, że Związek Radziecki nie podpisał konwencji genewskiej o traktowaniu jeńców wojennych z 1929, co wcale nie zwalniało sygnatariuszy z obowiązku jej przestrzegania. W wyniku „rozkazu o komisarzach” tysiące komisarzy politycznych straciło życie, zanim nawet dotarło do obozów jenieckich. Warunki aprowizacji, zakwaterowania, opieki medycznej, transportu i pracy były brutalne. Wielu jeńców Wehrmacht kierował do pracy przymusowej na jego potrzeby, pozostałych wysyłano do obozów jenieckich, do których jeńcy musieli iść pieszo. Wraz z postępami armii niemieckiej dystans do obozów się zwiększał – jeńcy maszerowali tygodniami setki kilometrów.

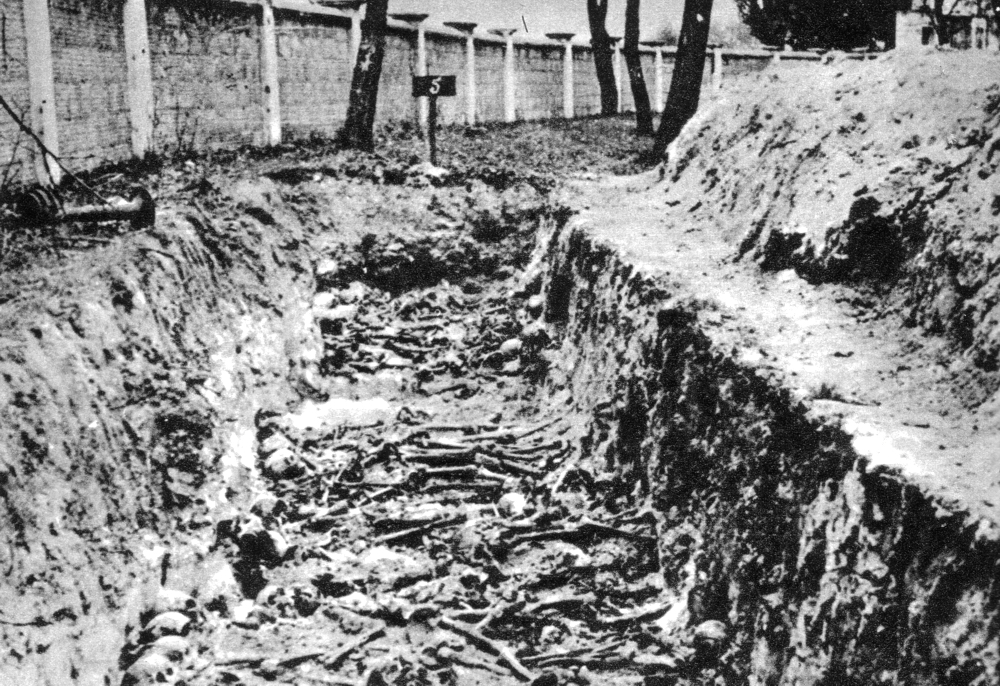
Masowa mogiła pomordowanych żołnierzy radzieckich w obozie jenieckim w Dęblinie

Na początku wojny niemiecko-radzieckiej plany Niemców zakładały przetrzymywanie ogromnej większości jeńców radzieckich w obozach w strefie operacyjnej, a reszty w Generalnym Gubernatorstwie albo w Prusach Wschodnich, znacząca ilość trafiła jednak także do samych Niemiec. Warunki w obozach były skrajnie nieludzkie. Znajdowały się tam tylko ogrodzenie z drutu kolczastego i wieże strażnicze. Niemcy często kazali jeńcom budować obozy samemu. Nie było baraków, co powodowało, że żołnierze Armii Czerwonej spali na gołej ziemi lub wygrzebanych w niej jamach. Nie było żadnej pomocy lekarskiej. Rannych jeńców zabijano lub oddzielano od innych i pozwalano umrzeć. Sytuacja z zaopatrzeniem nie była lepsza. Jeńcy otrzymywali najmniejsze racje żywnościowe, co spowodowało, że z końcem sierpnia 1941 roku zaczęli masowo umierać z głodu.
Rozkazy Wehrmachtu o traktowaniu jeńców nakazywały brutalne i okrutne traktowanie ich, m.in. użycie broni wobec pierwszych oznak niesubordynacji lub buntu ze strony jeńców. Dodatkowo Einsatzgruppen przeszukiwały obozy jenieckie w poszukiwaniu precyzyjnie zdefiniowanej grupy jeńców i je likwidowały. W skład tej grupy wchodzili członkowie partii komunistycznej, funkcjonariusze państwowi, komisarze polityczni, liderzy życia gospodarczego, inteligencja i Żydzi. Rozkaz Reinharda Heydricha nakazywał wykonywanie egzekucji poza zasięgiem wzroku reszty jeńców. Do końca 1941 roku Niemcy wzięli do niewoli 3 350 000 żołnierzy radzieckich. Do 1 stycznia 1942 roku ponad 2 miliony czerwonoarmistów zginęło w niewoli niemieckiej.
Podczas odwrotu na Ukrainie jesienią 1943 Niemcy stosowali na szeroką skalę taktykę spalonej ziemi, paląc i niszcząc całą infrastrukturę na wschód od Dniepru. Miejscowej ludności zabierano żywność i sprzęt do uprawiania ziemi. 3000 pociągów przewoziło za Dniepr zboże, oleje roślinne, ludzi, traktory, tokarki, stoły warsztatowe, samochody i inne. Z Zagłębia Donieckiego i lewobrzeżnej Ukrainy wojska niemieckie zabrały także ze sobą 200 tys. bydła rogatego, 153 tys. koni i 270 tys. owiec. Aby uniemożliwić rekrutowanie nowych żołnierzy na wyzwolonych terenach przez Armię Czerwoną, 7 września 1943 Göring wydał w imieniu Hitlera rozkaz w tej sprawie. Wycofujące się wojska niemieckie wspólnie z oddziałami ukraińskich kolaborantów i ochotniczymi jednostkami kozackimi miały przymusowo ewakuować miejscową ludność. Około 200 tys. cywilów zostało zabranych przez wycofujące się wojska Grupy Armii „Południe”.

## Działalność partyzancka
W przemowie radiowej do narodu radzieckiego 3 lipca 1941 Stalin wzywał do utworzenia ruchu partyzanckiego na okupowanych terytoriach Związku Radzieckiego. Początkowo formacje partyzanckie były słabe i rozproszone, przez co ich akcje nie odnosiły dużych sukcesów. Aby ruch partyzancki był bardziej zorganizowany, a jego działania bardziej efektywne wiosną 1942 sformowano centralną strukturę, dzięki której akcje partyzantki mogły być lepiej planowane, koordynowane i wspierane. Za linię frontu zaczęto przerzucać oficerów Armii Czerwonej i funkcjonariuszy NKWD, którzy podlegali dowództwu w Moskwie i mieli przejąć dowodzenie nad oddziałami partyzanckimi. Wkrótce zaczęto także przerzucać zaopatrzenie, medykamenty i broń.
Okrutna polityka okupacyjna Niemców spowodowała gwałtowny wzrost liczebności partyzantki radzieckiej i zwiększyła wsparcie zapewniane jej przez resztę ludności. Niemcy z kolei mieli z czasem coraz większe problemy ze zwalczaniem partyzantki z powodu braku rezerw ludzkich. Większość żołnierzy i SS-manów musiała być wysyłana na front do walki z Armią Czerwoną. Zimą 1942–1943 roku 60% terytorium Białorusi znajdowało się pod kontrolą partyzantów. Innymi rejonami pod silną kontrolą partyzantki były rejon Porchowa na południe od Leningradu i okolice Briańska oraz Orła.
Formacje partyzanckie zbierały informacje wywiadowcze dla Armii Czerwonej, likwidowały lokalnych urzędników władz okupacyjnych, wysadzały w powietrze mosty i linie kolejowe i atakowały niemieckie szlaki zaopatrzeniowe. Od początku 1943 partyzanci prowadzili „wojnę przeciwko kolei”. W czerwcu tego samego roku Grupa Armii „Środek” zarejestrowała 1092 ataki, które uszkodziły 298 lokomotyw i zniszczyły 44 mosty. Akcje tego typu opóźniały lub powstrzymywały transportowanie zaopatrzenia i wojsk na front, co bardzo negatywnie wpływało na zdolności bojowe jednostek frontowych. Miały one także duży psychologiczny wpływ na żołnierzy niemieckich. Wraz z wyzwoleniem terytoriów Związku Radzieckiego w 1944 działania partyzantki radzieckiej zostały wstrzymane, a wielu partyzantów weszło w skład regularnych oddziałów Armii Czerwonej.